# Гюмри
Гюмри́ (арм. Գյումրի, з.-арм. Կիւմրի, Գիւմրի — все от исторического названия Кумайри (арм. Կումայրի)  в некоторых дореволюционных источниках описывается как Гумры, с 1837 по 1924 — Александрополь, с 1924 по 1990 — Ленинакан (арм. Լենինական)) — второй по величине город Армении, административный центр Ширакской области. Расположен в 126 км к северу от Еревана, в центральной части Ширакской котловины. Является культурной столицей Армении и одним из городов страны с сохранившейся досоветской подлинной армянской архитектурой.

## География
Современный Гюмри, сохранивший в себе черты древнего города, расположен на высоте 1550 метров над уровнем моря, в северо-западной части Армении. Находится в 8—9-балльной сейсмической зоне. Гюмри пересекается ущельями Черкез, Джаджур и другими.
Рельеф — равнинный, покрытый озёрами, реками и лавовыми массивами мощностью в 350 метров. Растительность степная. В речных долинах растут акация, клён, ясень и др.
Климат горный континентальный (длительная холодная зима, умеренно жаркое лето), сухой. Зимой могут быть сильные морозы. Из-за высоты над уровнем моря и отсутствием лесов, есть большие перепады температур между дневными и ночными температурами. Летом сравнительно жарко, до +36. Зима морозная и солнечная. В течение года выпадает немного осадков (в среднем — 500 мм). Зимой влажность достигает 83—85 %, а летом снижается до 45—48 %. Среднегодовая скорость ветра — 3—4 м/c. В течение года Гюмри получает около 2500 часов солнечного света и тепла.
Почвенный покров в основном состоит из плодородных земель — чернозёма; в юго-восточной части города примерно 500—600 га почвы эродированы. Вся южная часть города расположена над артезианским бассейном.
Окрестности Гюмри богаты строительными материалами — туфом (19 млн м³), базальтом, диатомитами, глиной (293 тыс. м³), песком (5,3 млн м³).
По прямой линии от Гюмри до Чёрного моря — 196 км, до Каспийского — 384 км.

## История

### Античность
Город находится в центральной части исторической Армении, в области Ширак. По данным археологов, первые поселения на территории современного Гюмри появились в бронзовом веке. Известно, что населённый пункт, где ныне расположен Гюмри, в старину называли Кумайри. Это название некоторые учёные связывают с именем киммерийцев — племён, вторгавшихся на западные берега Чёрного моря с Восточно-Европейской равнины и мигрировавших по линии Кумайри-Карс-Карин-Камах-Гамирк (VIII век до н. э.). Как отмечает Я. Манандян, город был, по всей видимости, центром этого союза киммерийско-скифских племён, осевших в древнеармянских областях Вананд, Ширак и Айрарат, и его наименование имеет этническое происхождение (от имени киммерийцев Gimirrai). В урартских летописях VIII века до н. э. неоднократно упоминаются походы в район Гюмри (страну Эриахи, армянский Ширак).
Согласно ряду историков, название упомянутого в «Анабасисе» античного греческого историка Ксенофонта «большого, цветущего, и многолюдного города» Гюмниас (Γυμνιάς) следует реконструировать как Гюмриас (Γυμριάς) и отождествлять город с Гюмри. В средние века Гюмри, известный тогда как Кумайри, был уже крупным поселением.
В армянских источниках Кумайри (древнее название Гюмри) впервые упоминается у автора VIII века Гевонда в связи с восстанием 773—775 годов, направленным против арабского господства. В 885—1045 годах — часть Армянского царства Багратидов.

### В составе Персии
В 1555 году Кумайри вместе со всей Восточной Арменией вошёл в состав Персии.

### В составе Российской империи
В 1801 году Ширак был занят русскими войсками. После Русско-персидской войны (1804—1813) Гюмри, среди прочих армянских городов, переходит в состав Российской империи. Первый пост русских казаков появился вблизи Гюмри в 1804 году. Он сыграл значительную роль в развитии дальнейших наступательных действий русской армии на территорию Восточной Армении. В 1829 году город посещает А. С. Пушкин в ходе своего «Путешествия в Арзрум».

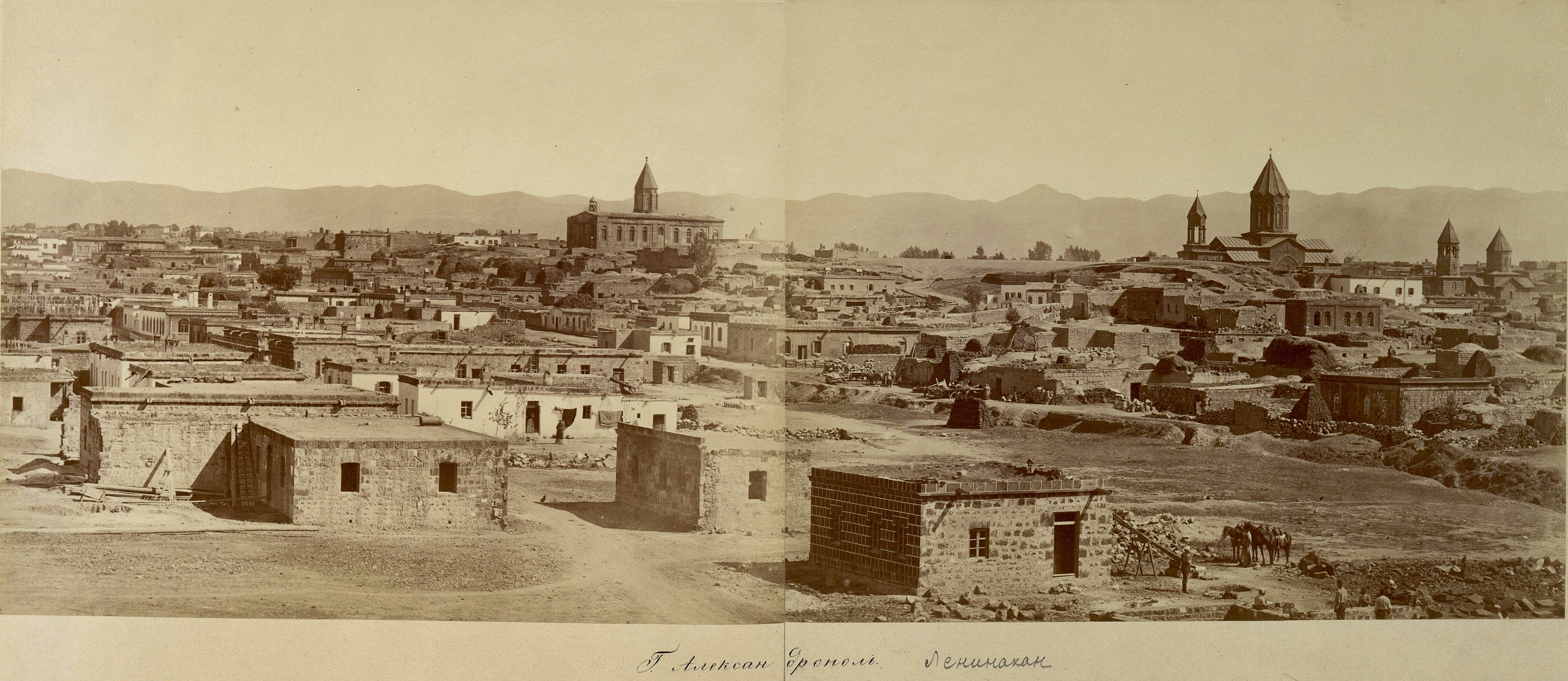
Александрополь. Панорама с видом на церковь Сурб Аменапркич (Святого Всеспасителя). 1877-1878 гг.

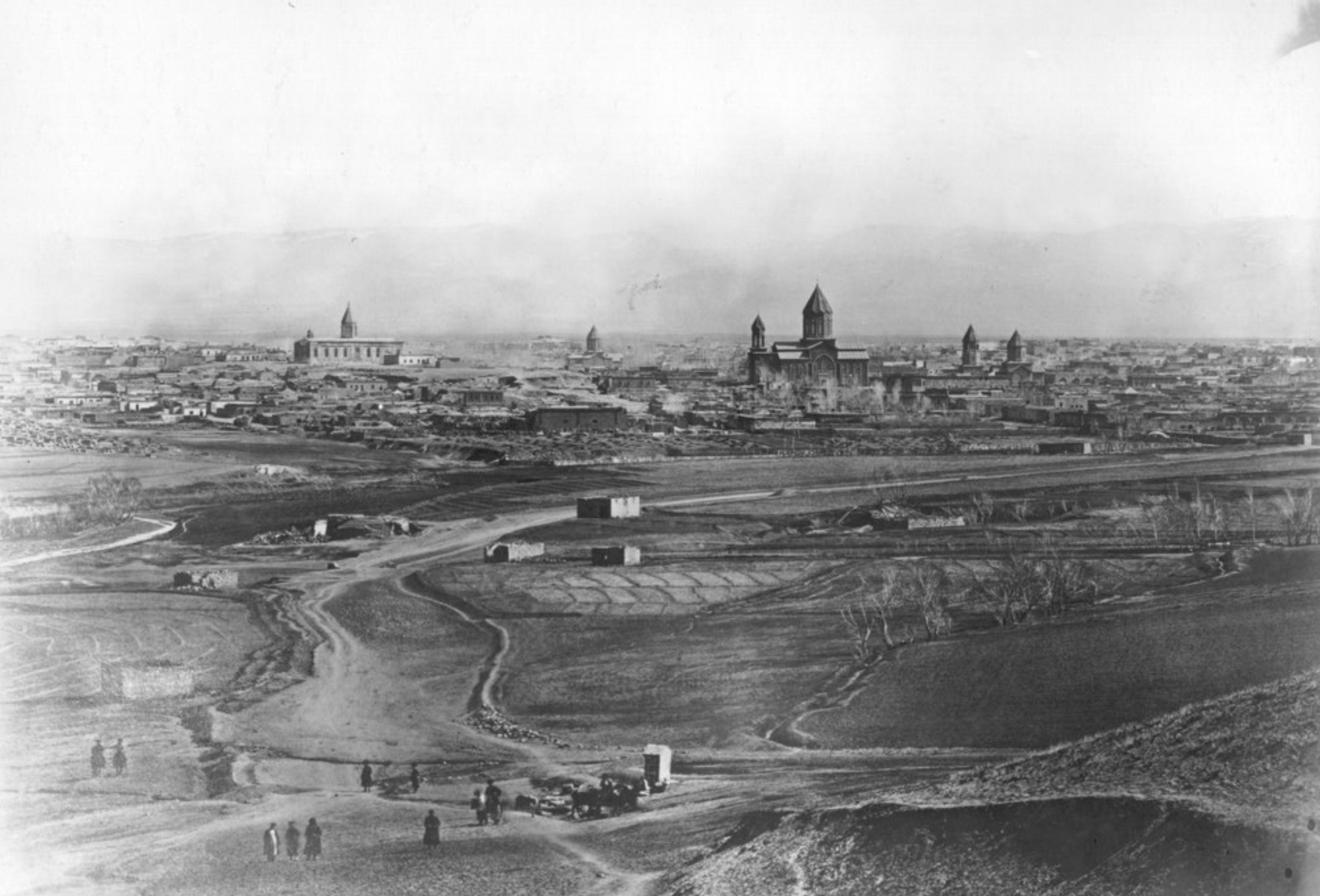
Панорама города, 1880-е годы

В 1837 году на территории Гюмри закладывается русская крепость, в этом же году его посещает Николай I, закладывает православный храм, а также переименовывает Гюмри в Александрополь, в честь его супруги императрицы Александры Фёдоровны. В 1840 году Александрополь был официально провозглашён уездным городом Грузино-Имеретинской губернии; в 1850 году стал центром Александропольского уезда Эриванской губернии. В Александрополе дислоцировался Северский 18-й драгунский полк. В 1853 году во время Крымской войны близ города разворачивались ожесточённые бои между войсками Российской и Османской империями.
После заключения Парижского мирного договора 1856 года Александрополь, будучи пограничным городом-крепостью, стал также значительным центром торговли и ремесленничества.
С 1898 года Александрополь становится важным железнодорожным узлом в связи с сооружением железнодорожных линий Тифлис — Александрополь, Александрополь — Карс (1899 г.), затем Александрополь — Эривань (1900 г.), продолженных в 1906 году до Джульфы и далее до Тебриза. В 1899 было решено начать строительство дополнительной ветки от Тифлиса до Карса, а в 1913 была расширена линия от Карса до Сарыкамыша. Это стало переломным моментом в социально-экономической и культурной жизни города.
В досоветский период Александрополь был в первую очередь ремесленным городом. В Александрополе было множество магазинов, больших и малых лавок, рынков.
К концу XIX века город населяло около 32 200 жителей. После Тифлиса и Баку Александрополь считался третьим по величине и значению торговым и культурным центром Закавказья. В этот период в городе действовало около 10 школ и училищ.

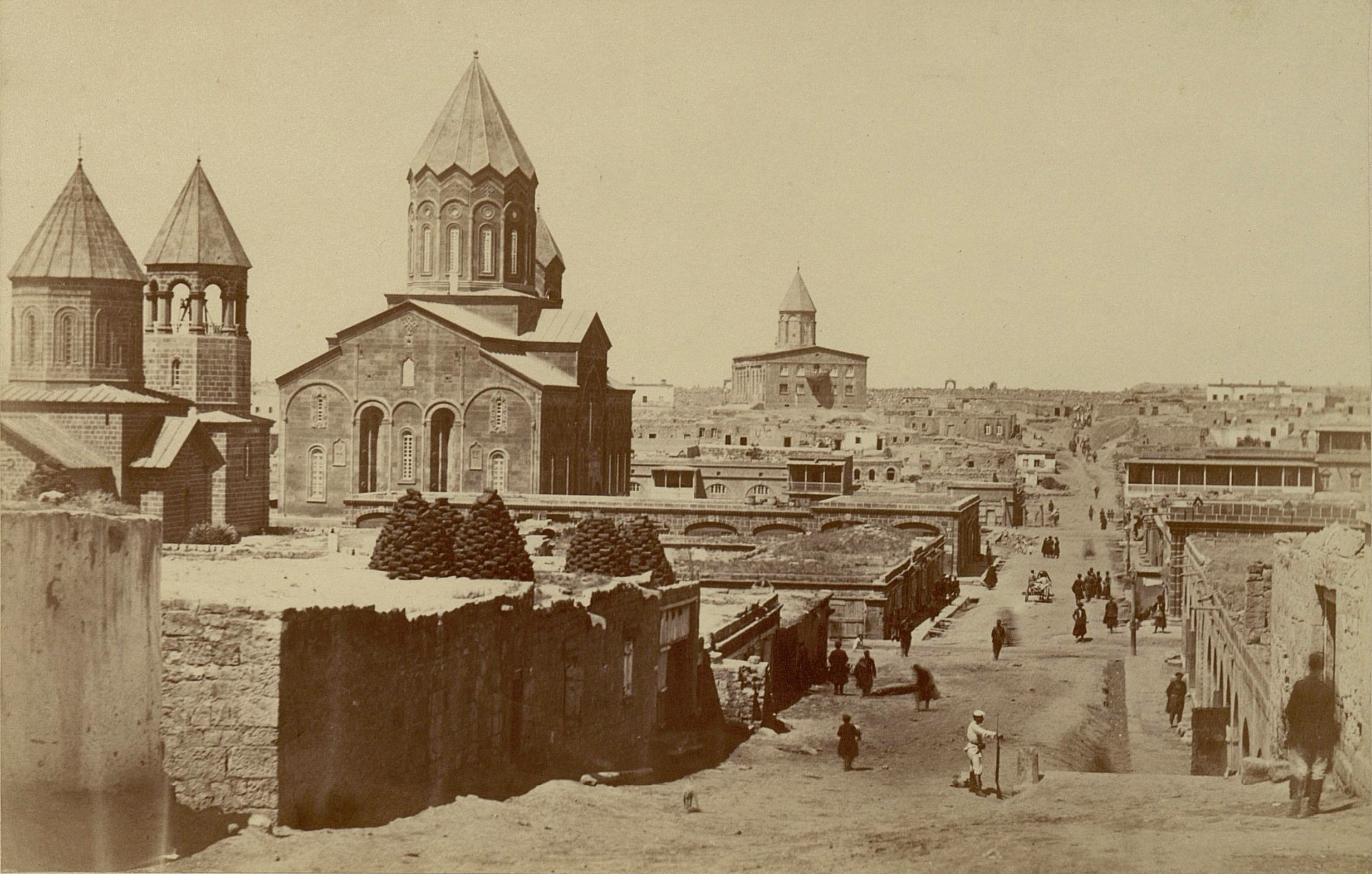
Улица с Греческой церковью, Сурб Аменапркич и Свв.Мучеников, 1877-1878 гг.
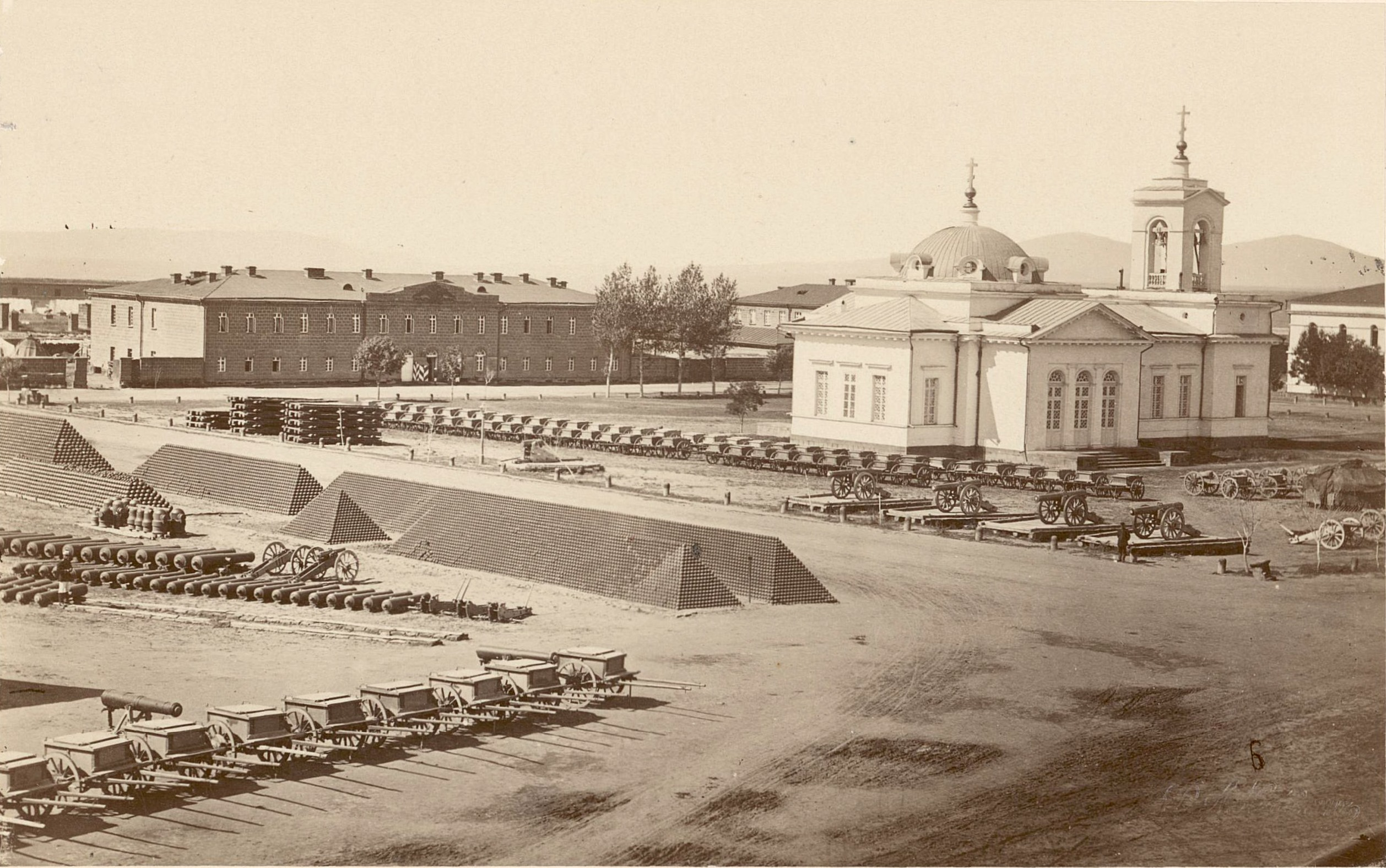
Внутренний вид крепости с пушками, храм Александры Римской, 1877-1878 гг.
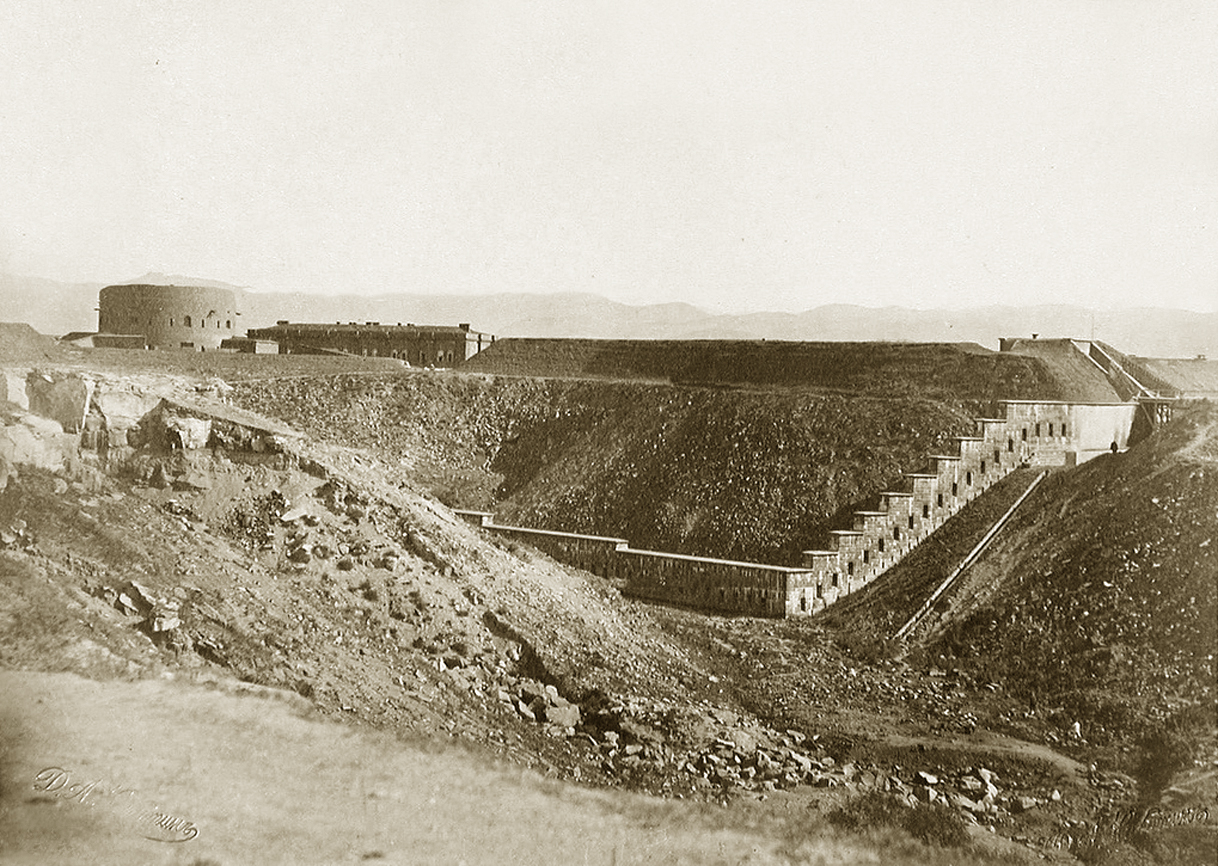
Вид на северный форт Александропольской крепости, 1878 год
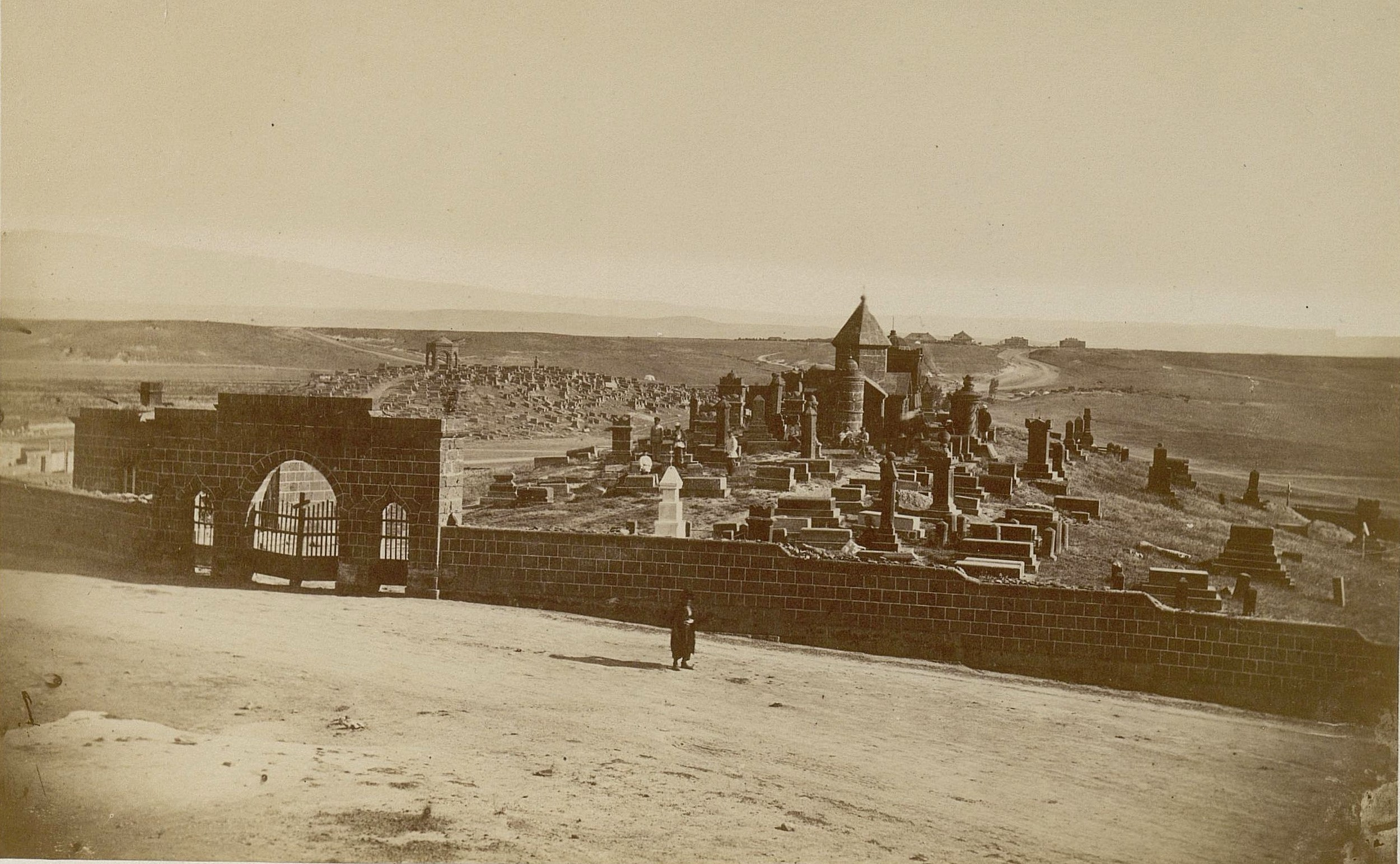
Александрополь. Военное кладбище «Холм Чести». 1877-1878 гг.
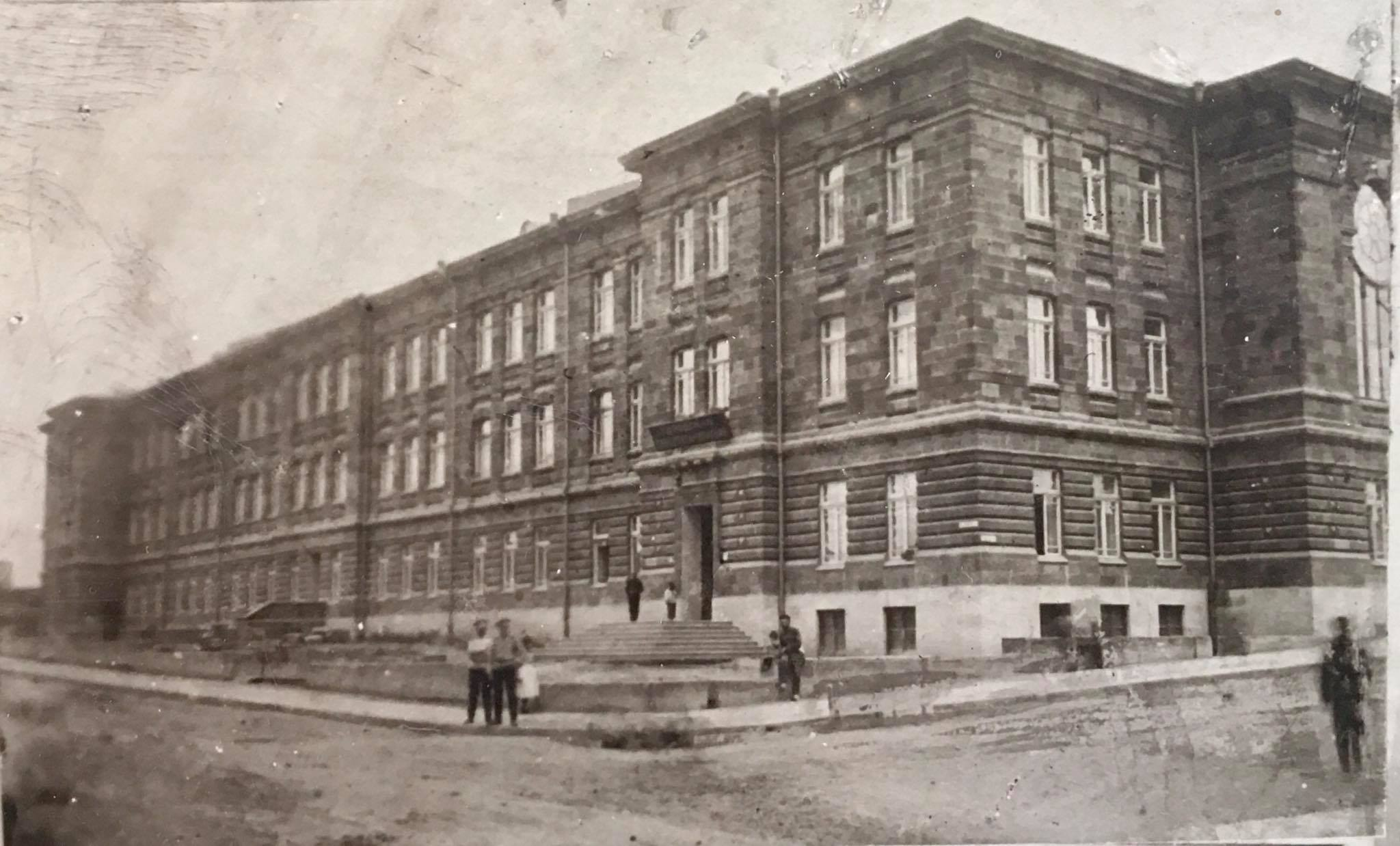
Городская торговая гимназия, 1907 год
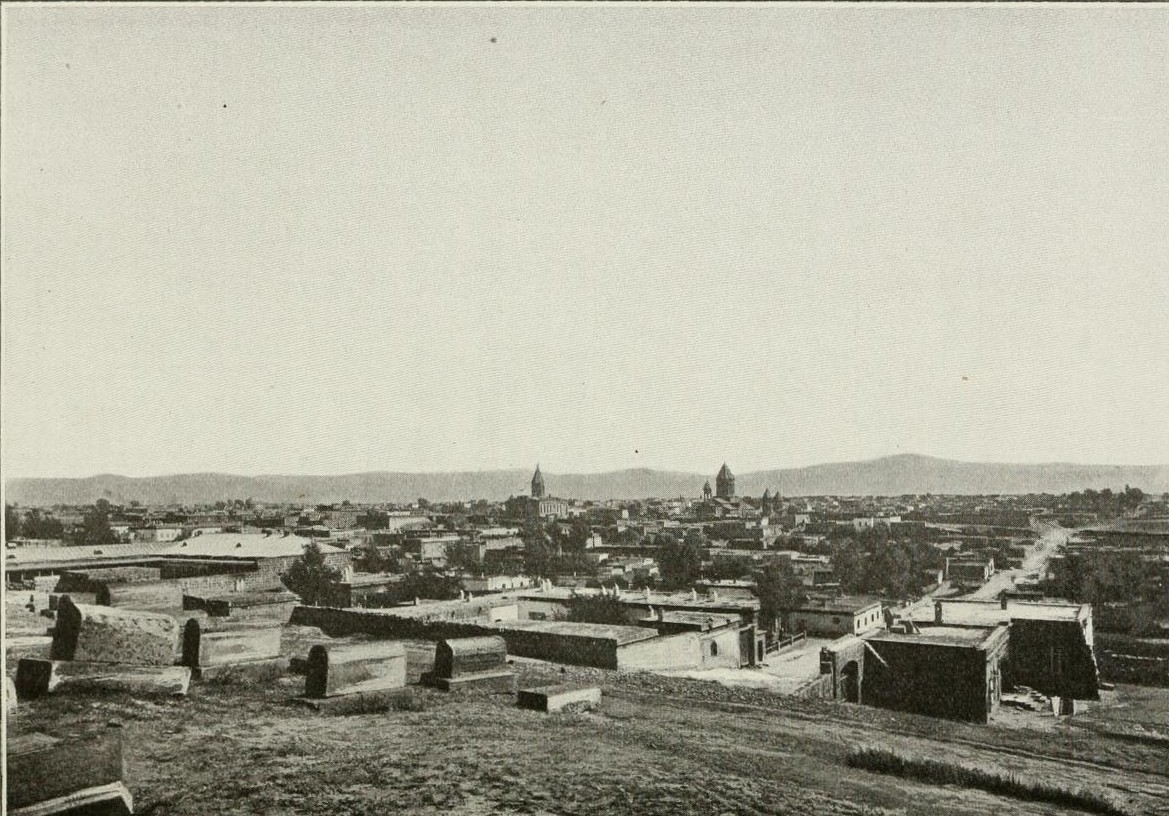
Фотография 1901 года
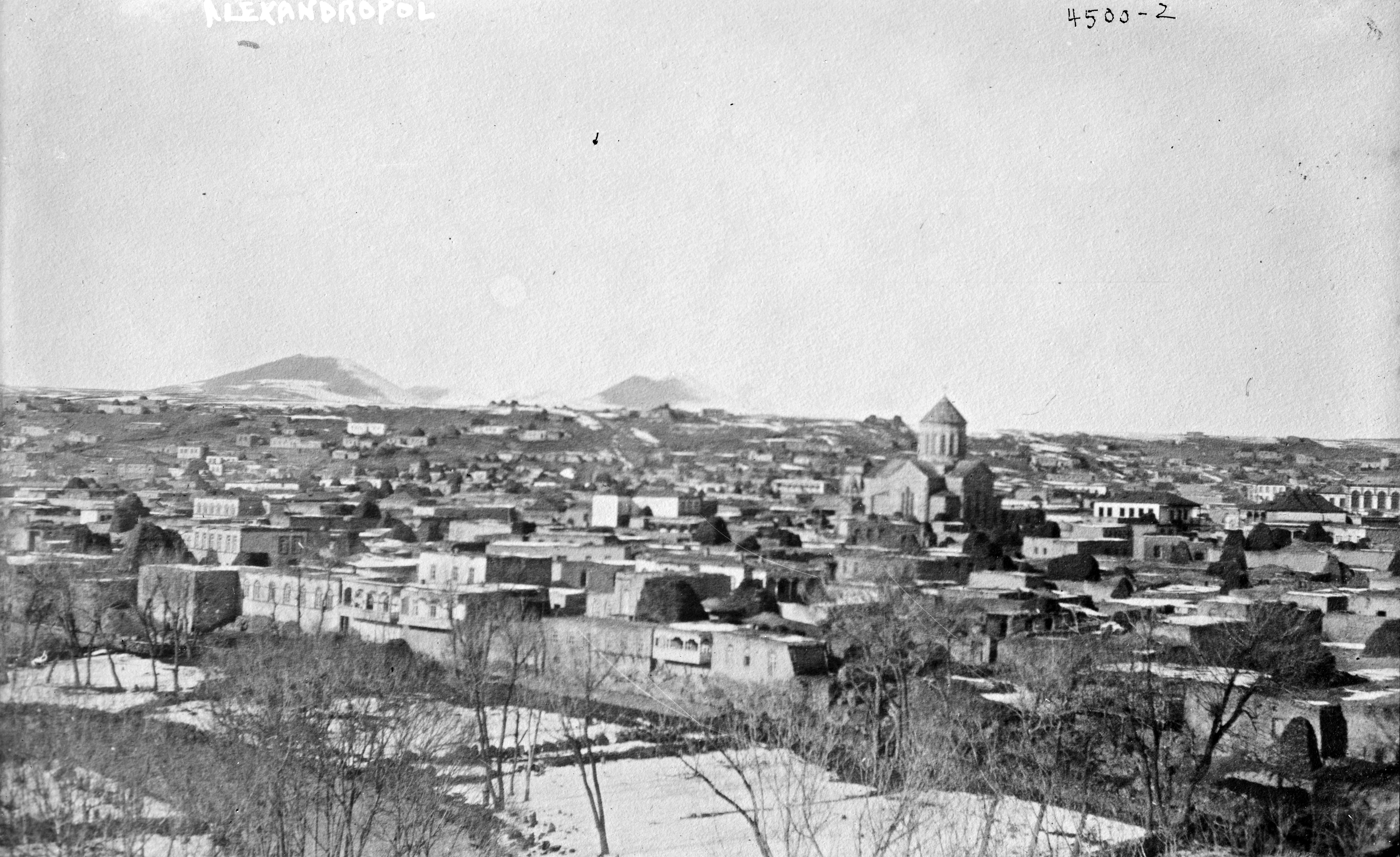
Вид на город во второй половине 1910-х
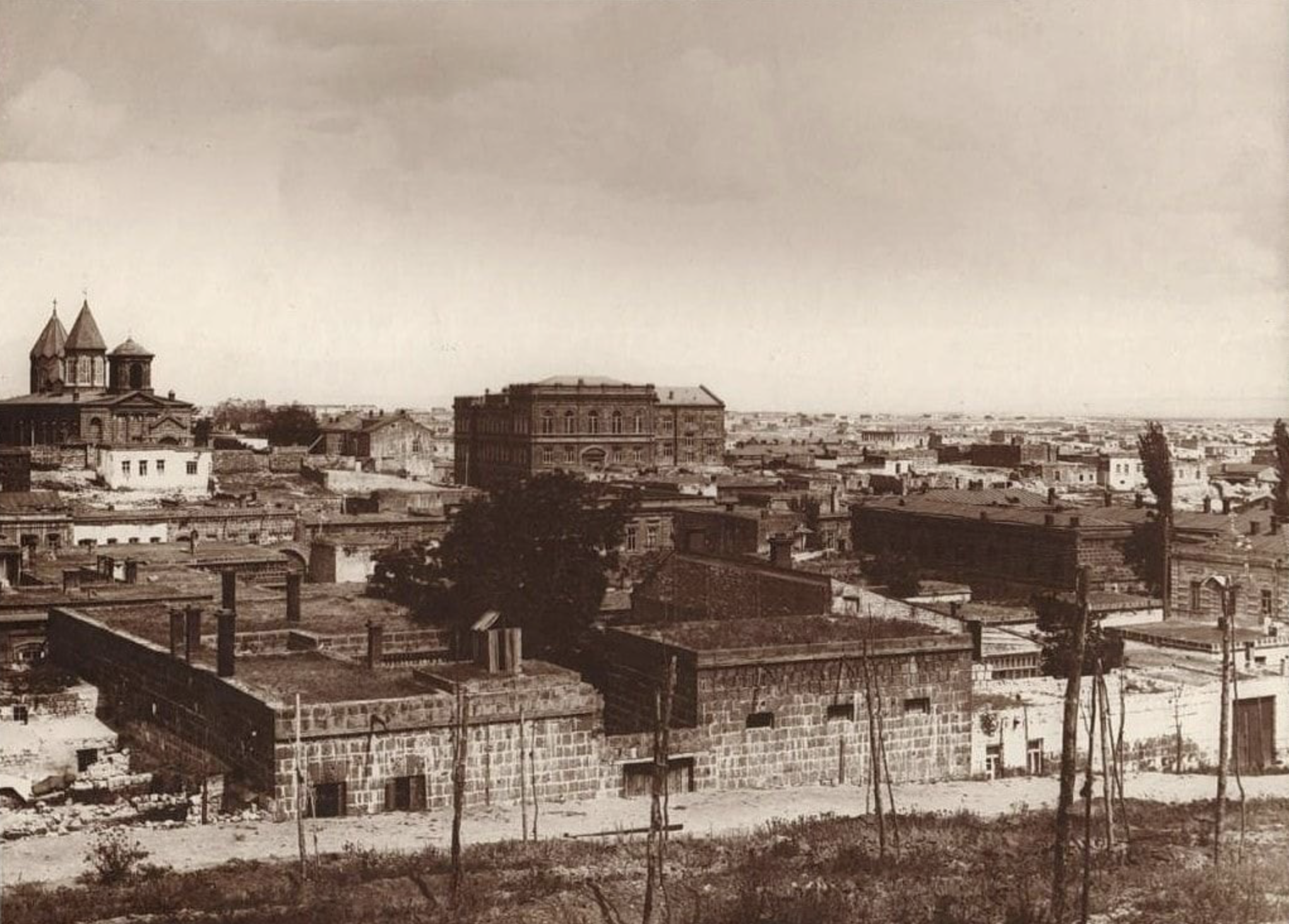
Вид на город во второй половине 1910-х
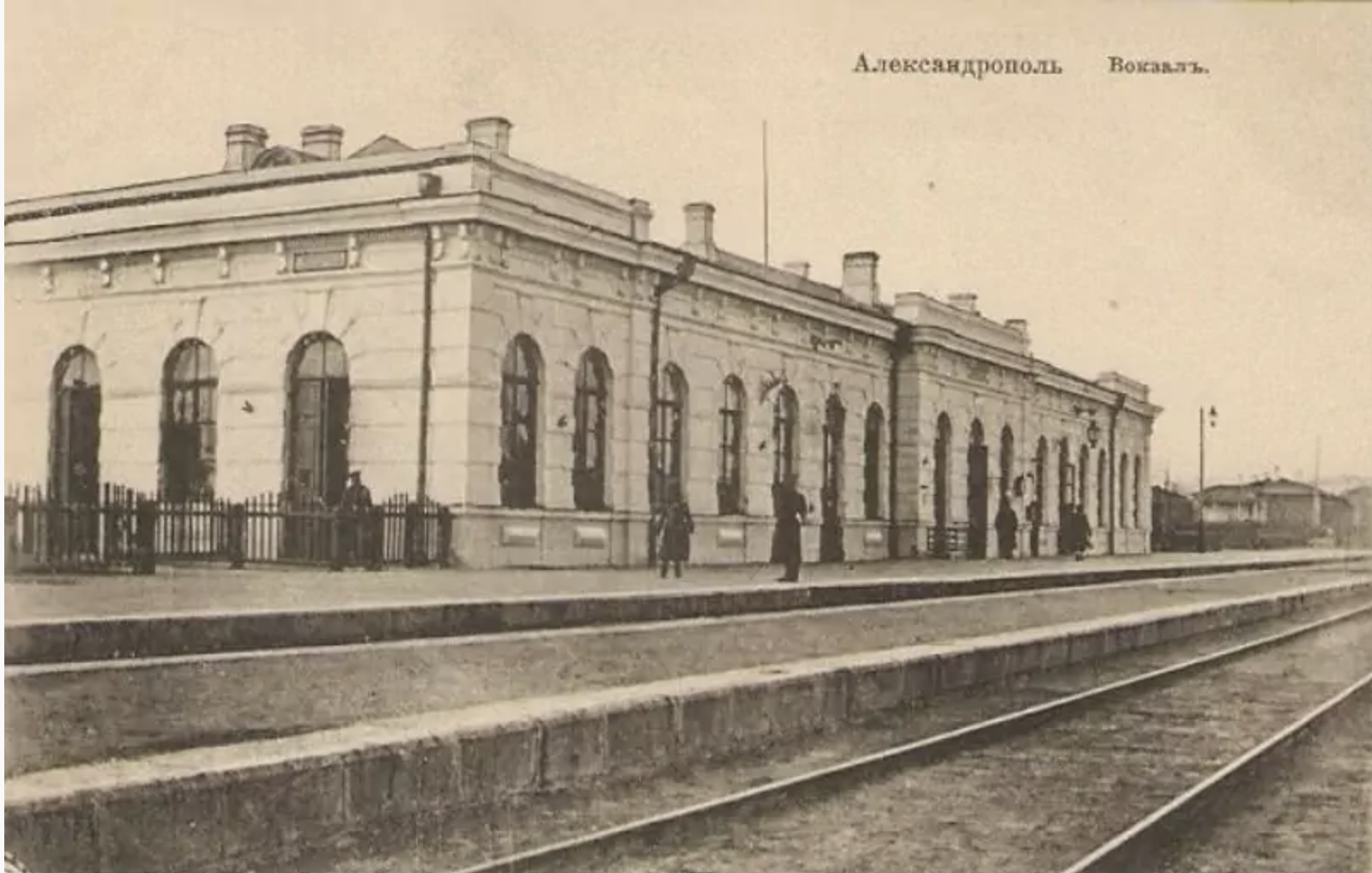
Железнодорожная станция
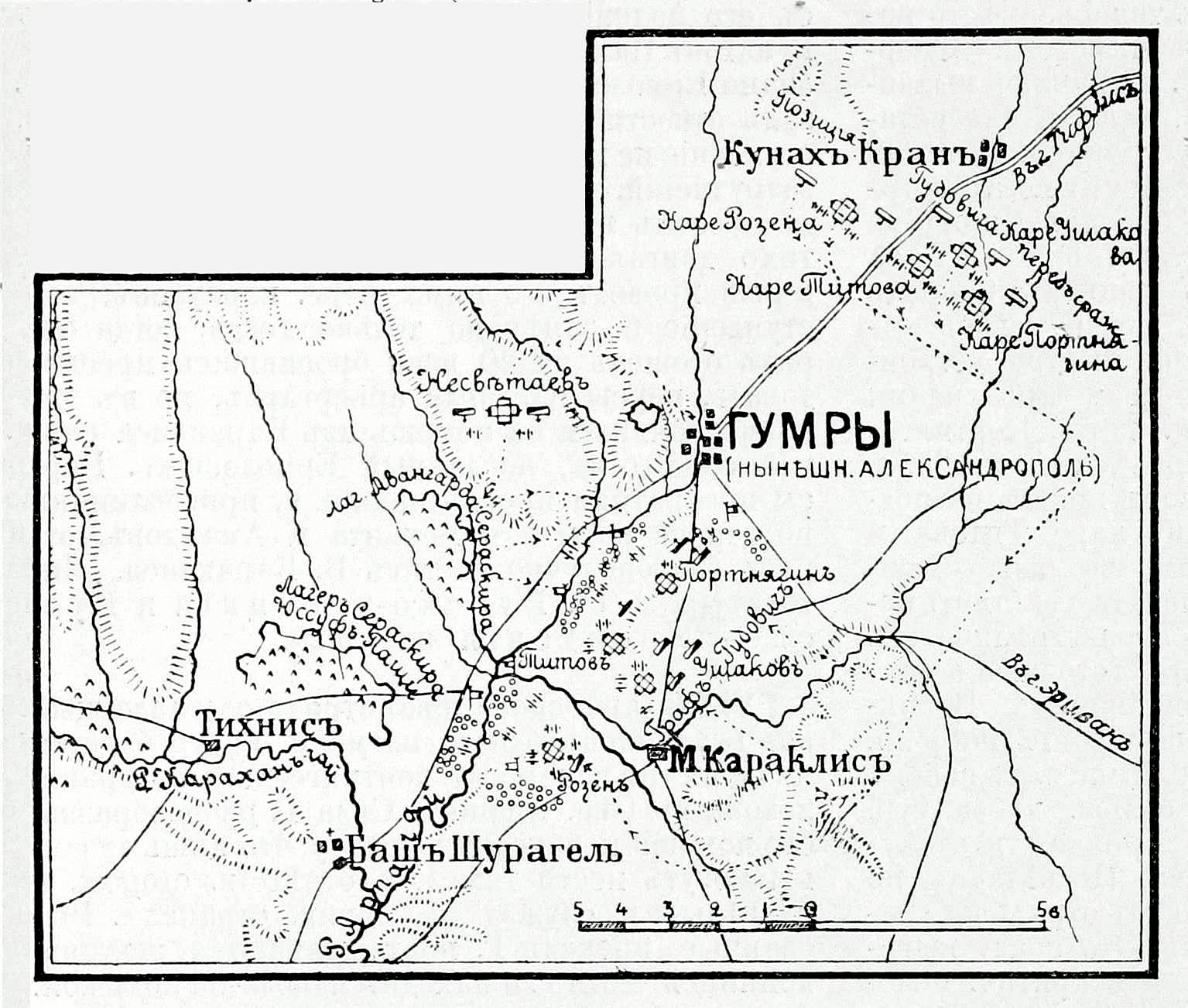
Гумры и ближайшие населенные пункты, карта 1912 года

### Демократическая республика Армении
На исходе Первой мировой войны, в мае 1918 года, Александрополь был захвачен турками. В декабре того же года возвращён в состав Армении. В борьбе за установление Советской власти в Армении особое место занимает инспирированное большевиками Майское восстание железнодорожников и рабочих депо Гюмри 1920 года. Его лидерами были Баграт Гарибджанян, Егор Севян, Саркис Мусаелян (расстреляны). В ходе армяно-турецкой войны, после поражения и потери Карсской области, 7 ноября 1920 года армянские войска покинули Александрополь, — фактически лишённое власти (де-факто в Армении уже была установлена советская власть) правительство партии Дашнакцутюн капитулировало и подписало 2 декабря 1920 года Александропольский мирный договор с Турцией, в котором признало Севрский договор аннулированным и удовлетворило турецкие территориальные претензии. Советская Армения этот договор не признала. По Московскому договору 1921 года город Александрополь и восточную часть Александропольского уезда Эриванской губернии Турция передала Армянской ССР.

### Советский период
В 1924 году ставший советским Александрополь был переименован в Ленинакан, в честь Владимира Ленина.
Город сильно пострадал от землетрясения 22 октября 1926 года.
Во время Великой Отечественной войны 1941—1945 годов (см. Армения в ВОВ) Ленинакан был стратегическим приграничным городом и готовился к обороне. Недалеко от Ленинакана по руслу реки Ахурян (Западный Арпачай), вытекающей из озера Арпи, проходила граница с Турцией, и когда началась война, эта территория стала причиной множественных провокаций со стороны Турции. Непосредственно перед нападением Германии на СССР одной из важных задач советской внешней политики было предотвращение возможного участия в войне Турции на стороне Германии. С 1941 года турецкая внешняя политика была прогерманской, за четыре дня до нападения Германии на СССР был подписан германо-турецкий договор о дружбе. Некоторые историки утверждают, что к упомянутому договору прилагался сверхсекретный протокол, предусматривающий вступление Турции в войну против СССР на стороне Германии в случае выхода вермахта к стратегической линии Архангельск-Астрахань. Перед началом Сталинградской битвы летом 1942 года Турция мобилизовала свои войска перед рекой Ахурян и стала готовиться к нападению. Важные объекты в Ленинакане были заминированы и в случае нападения были бы ликвидированы. Всё решала Сталинградская битва, в которой зимой 1943 года победу одержал Советский Союз. Турция поменяла свою стратегию и вступила в войну против Германии в феврале 1945 года, когда стало очевидно, что поражение Германии будет неминуемым.
В годы Великой Отечественной войны 8000 жителей города воевали в рядах Советской Армии. Три человека стали Героями Советского Союза. 4500 человек — погибли.
В декабре 1988 года город сильно пострадал в результате катастрофического Спитакского землетрясения.

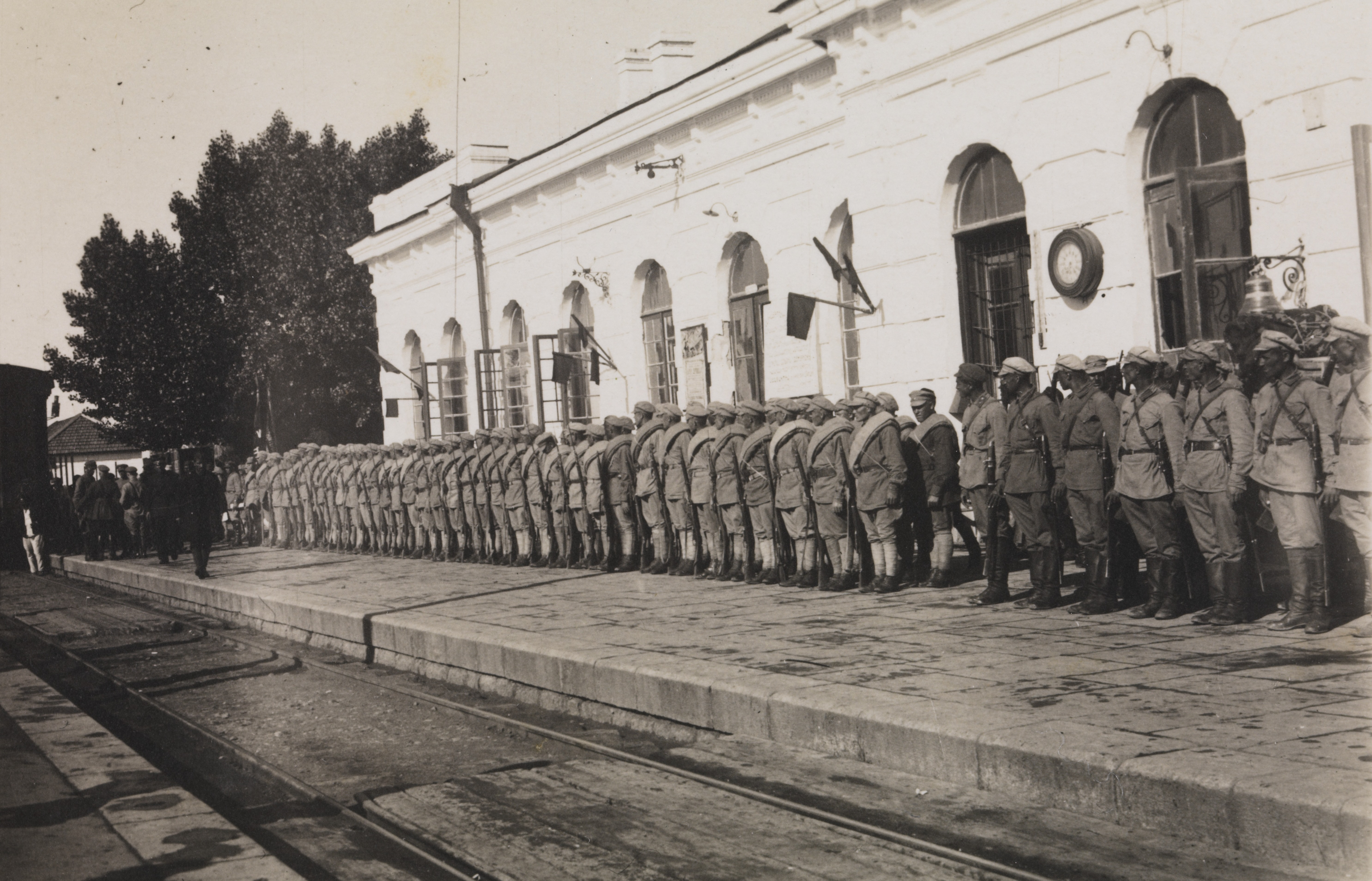
Советские солдаты на построении, 1925 год
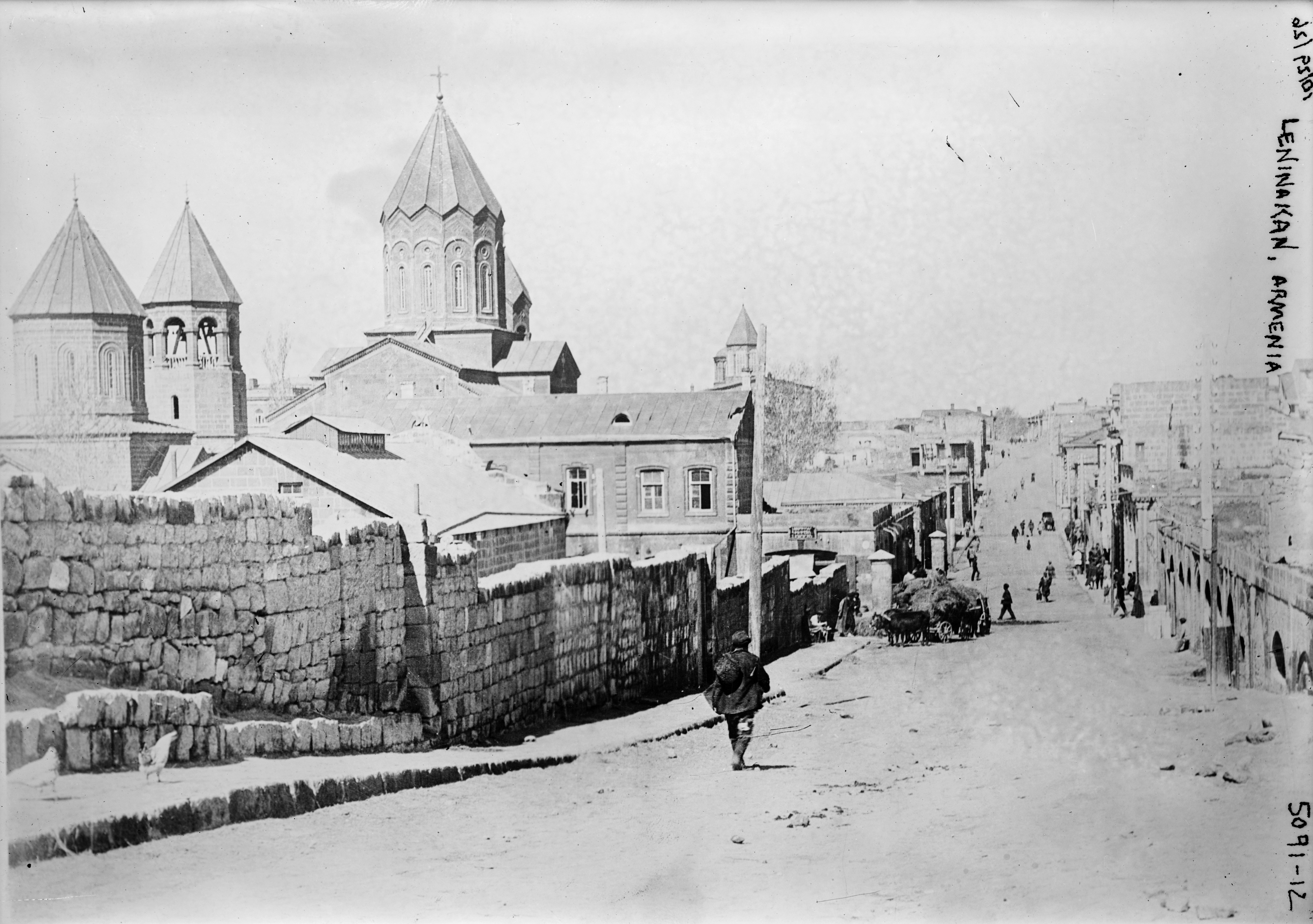
Церковь Святого Спасителя, 1926 год

### Независимая Армения
В начале 1991 года Ленинакан переименован в Кумайри, а после провозглашения независимости Армении (21 сентября 1991 года) — в Гюмри.
В 2011 г. Иэн Гиллан и Тони Айомми при участии других звезд рок-музыки создали супергруппу Whocares и записали благотворительный сингл, чтобы построить в Гюмри здание для музыкальной школы Октет (открыта в 2013 г.). В 2014 в городе открылся технопарк Гюмрийский технологический центр.
25 июня 2016 года город посетил Папа Римский Франциск и отслужил литургию на главной площади города. После его визита в Гюмри был установлен памятник в виде открытого алтаря, на котором установлен тот самый стол, у которого Папа Римский отслужил гюмрийскую мессу.
В 2025 году Советом Глав государств СНГ Гюмри присвоено почётное звание почётное звание Содружества Независимых Государств «Город трудовой славы. 1941–1945 гг.».

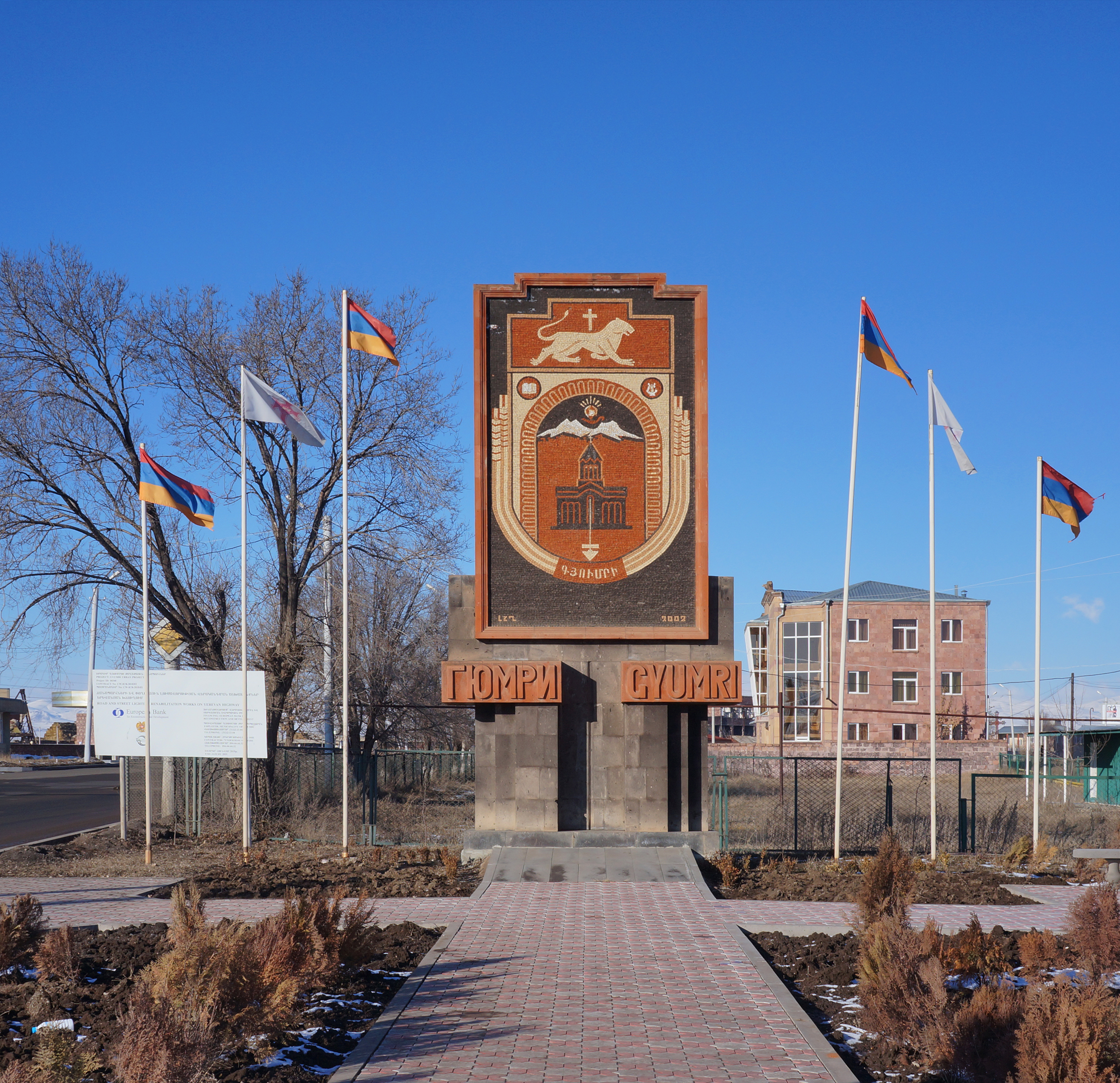
Монумент на въезде в город

### Герб Александрополя
В 1840 году Александрополь был официально провозглашён городом, становясь уездным центром. 21 мая 1843 года вместе с другими гербами Грузино-Имеретинской губернии утвержден был герб Александропольского уезда: «Щит разделен на две половины: в верхней половине щита, в золотом поле, часть герба Грузино-Имеретинского; в нижней, в зеленом поле, наклоненная серебряная лестница в знак того, что с учреждением города и нового управления, жителям дана возможность возвысить свое благосостояние; с правой стороны лестницы изображен крест, а с левой полумесяц, обращенный рогами вниз, в знак того, что город населен большею частью вышедшими из Турции христианами». После этого появились множество не утвержденных гербовых проектов. Один из них доработанный по правилам 1857 года, совершенно отличающаяся от прежних, версий: «В червленом щите золотой трехлистный крест над серебряным полумесяцем. В вольной части щита герб Эриванской губернии, щит декорирован знаменами, увенчан серебряной башенной короной». Проект официально не утвержден, хотя герб больше остальных составлен по геральдическим канонам.

## Экономика

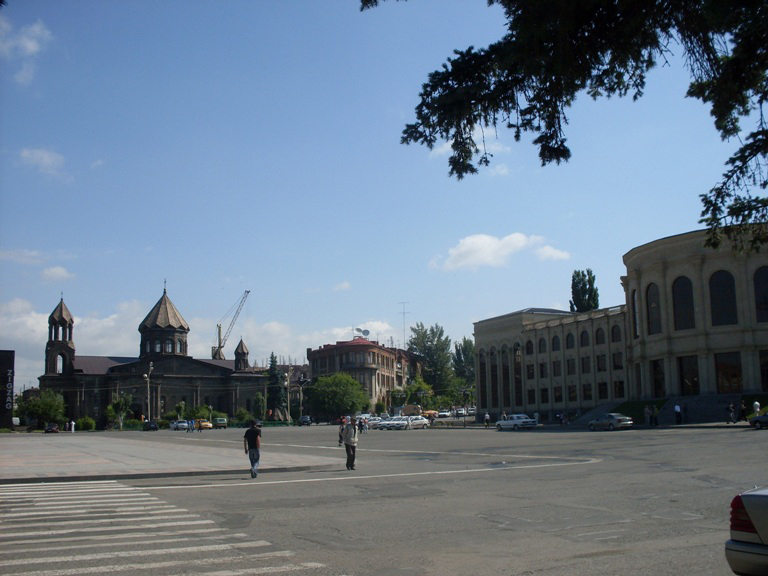
Центральная площадь Гюмри

Гюмри в прошлом являлся промышленным центром Армянской ССР. Исторически город находился у перекрёстка железных дорог связывающих Турцию, Россию, Грузию, Иран и Ереван, за счёт чего имел высокий тороговый и промышленный потенциал, но многие пути были закрыты и город пришёл в упадок. Более 40 % населения за чертой бедности. Ныне в городе действуют химический, стекольный, пластмассовый заводы, 2 мебельных фабрик, 3 текстильных предприятия (в том числе крупный LENTEX), керамический завод (Gevorgyan Ceramics), 2 завода молока и молочных продуктов, 2 кондитерские фабрики, пивоваренный завод "Гюмри-Гареджур". В 2010 году с помощью украинских специалистов в Гюмри был запущен Ахурянский сахарный завод производительностью переработки 800 тонн сахара-сырца в сутки.

## Образование
В Гюмри находится несколько учреждений высшего образования, в основном филиалы ереванских вузов:
- Гюмрийский государственный педагогический институт имени Микаэла Налбандяна.
- Ереванская государственная консерватория имени Комитаса.
- Национальный политехнический университет Армении.
- Армянский государственный экономический университет.
- Государственная академия художеств Армении.
- Ереванский государственный институт театра и кино.
- Айбусак — первый частный ВУЗ Армении.

Также в городе расположены Гюмрийский технологический центр, технопарк с офисными помещениями, учебными и научными лабораториями; Центр креативных технологий «Тумо», где подростки изучают компьютерный дизайн, разработку веб-сайтов и игр; Школа имени Лорда Байрона.

## Достопримечательности и туризм

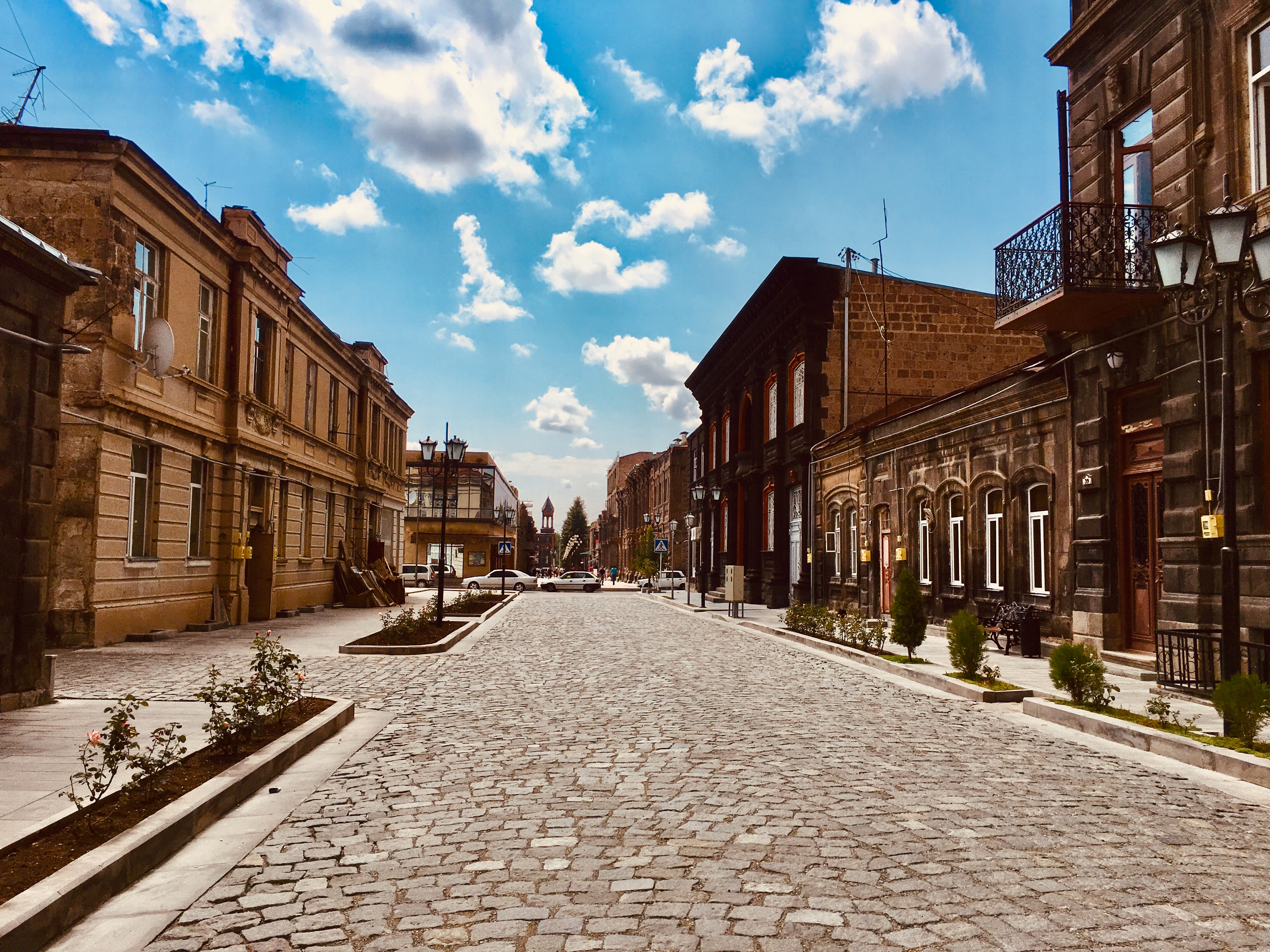
Улица Абовяна

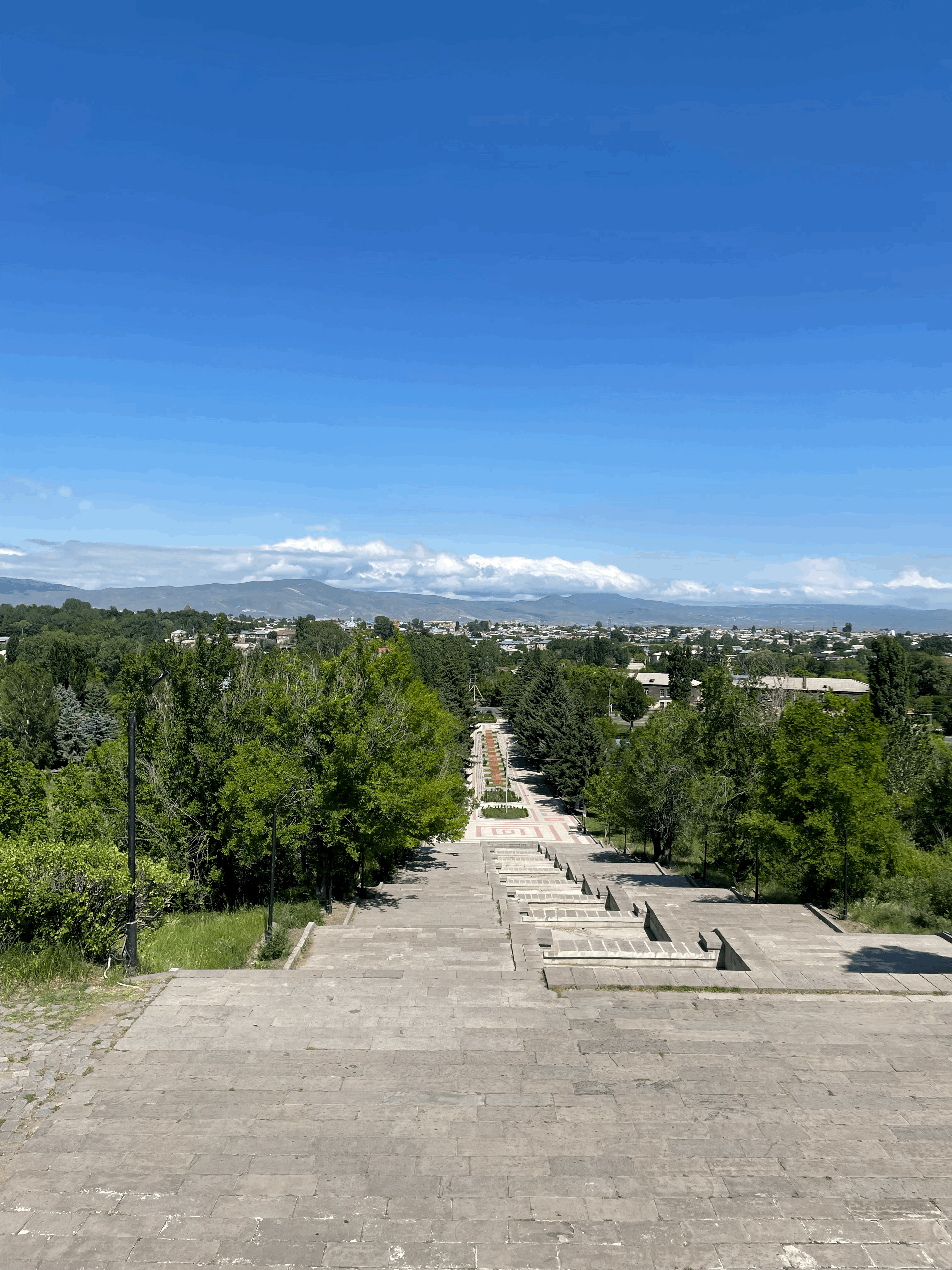
Парк Победы

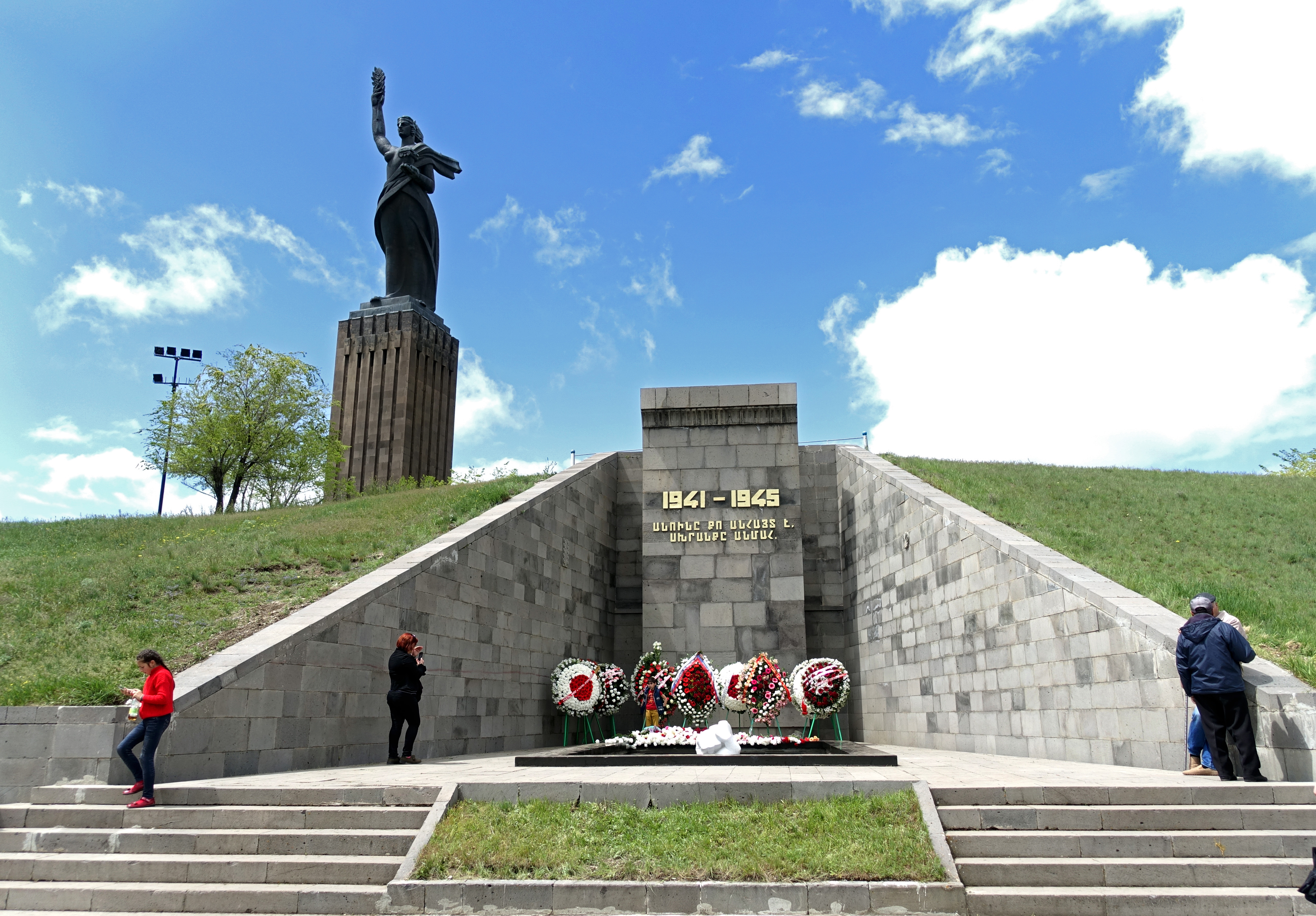
Мемориал памяти участников Великой Отечественной войны Мать-Армения

- Три театра: Драматический академический театр,  молодёжный комедийный имени В. Ачемяна и Кукольный театр Алиханяна (ранее Агаси Еганяна).
- Краеведческий музей.
- Картинная галерея
- Историко-архитектурный заповедник «Гюмри»
- Дом-музей С. Д. Меркурова
- Площадь Вардананц
- Храм Сурб Аменапркич (Святого Всеспасителя)
- Храм Сурб Аствацацин (Святой Богородицы)
- Пешеходная красочная улица Абовяна
- Галерея сестер Асламазян
- Музей народной архитектуры и городского быта
- Центральный парк
- Александропольская пивоварня
- Сквер хачкаров
- Русская православная часовня
- Русская староверчесская церковь
- Рынок Гюмри
- Монастырь Мармашен
- Мемориал Аварайрской битве
- Кинотеатр «Октябрь»
- Мемориал «Мать-Армения»
- Военный музей (на территории 102-й Российской базы)
- Галерея сестер Мариам и Ерануи Асламазян
- Черная Крепость
- Дом-музей Ованеса Шираза
- Музей архитектуры Гюмри
- Памятный музей Мгера Мкртчяна
- Салон-магазин ”Антика”
- Площадь Независимости
- Дом-музей Аветика Исаакяна
- Железнодорожная станция Гюмри
- Пивной дом
- Городской стадион
- Церковь Святого Акоба (в память о жервах землетрясения)
- Мемориальный комплекс «Холм чести»
- Военное кладбище Холм чести и Русская часовня святого Архистратига Михаила
- Чёрная крепость
- Памятник жертвам Спитакского землетрясения
- Памятник Шарлю Азнавуру
- Музей паутины - Cobweb Art Gallery
- Район Кумайри, Центр eVRika
- Аэропорт Гюмри
- Город Ани
- Церковь Аракелоц
- Санаинский мост
- Монастырский комплекс Санаин
- Степанаванский дендропарк «Сочут»
- Ванадзорский музей изобразительных искусств
- Монастырь Матосаванк
- Озеро Арпи
- Ахурянское водохранилище

## Военные объекты
В Гюмри располагается 102-я российская военная база — войсковая часть 2012, в которой также есть церковь, военный музей, школа и детский сад.

## Религиозные сооружения
Как отмечает «Гeогpaфичeско-стaтистичecкий cлoваpь Рoссийcкой Импepии»  по состоянию на 1863 год в городе числилось четыре действующих храма: 2 армянской апостольской церкви, 1 армяно-католической и 1 русской православной церкви. По состоянию на 1886 год в городе было четыре действующих армянских церкви.: 
- приходская Пресвятой Богородицы (Сурб Аствацацин): 15 священослужителей, 9443 прихожанина.
- Всеспасителя (Сурб Аменапркич):6 священослужителей, 5614 прихожанина.
- Cвятого Знамения (Сурб Ншан): 4 священослужителей, 2832 прихожанина.
- Григория Просветителя (Сурб Григор Лусаворич):5 священослужителей, 4264 прихожанина.

На сегодняшний день в городе находятся пять армянских храмов, один монастырь. Храм Аменапркич (Всеспасителя) был построен в 1859—1873 годах, сильно пострадал от Спитакского землетрясения 1988 года и был восстановлен только в 2014 году.
Также в черте города находится «Холм чести» — воинское кладбище с часовней Святого Архистратига Михаила.

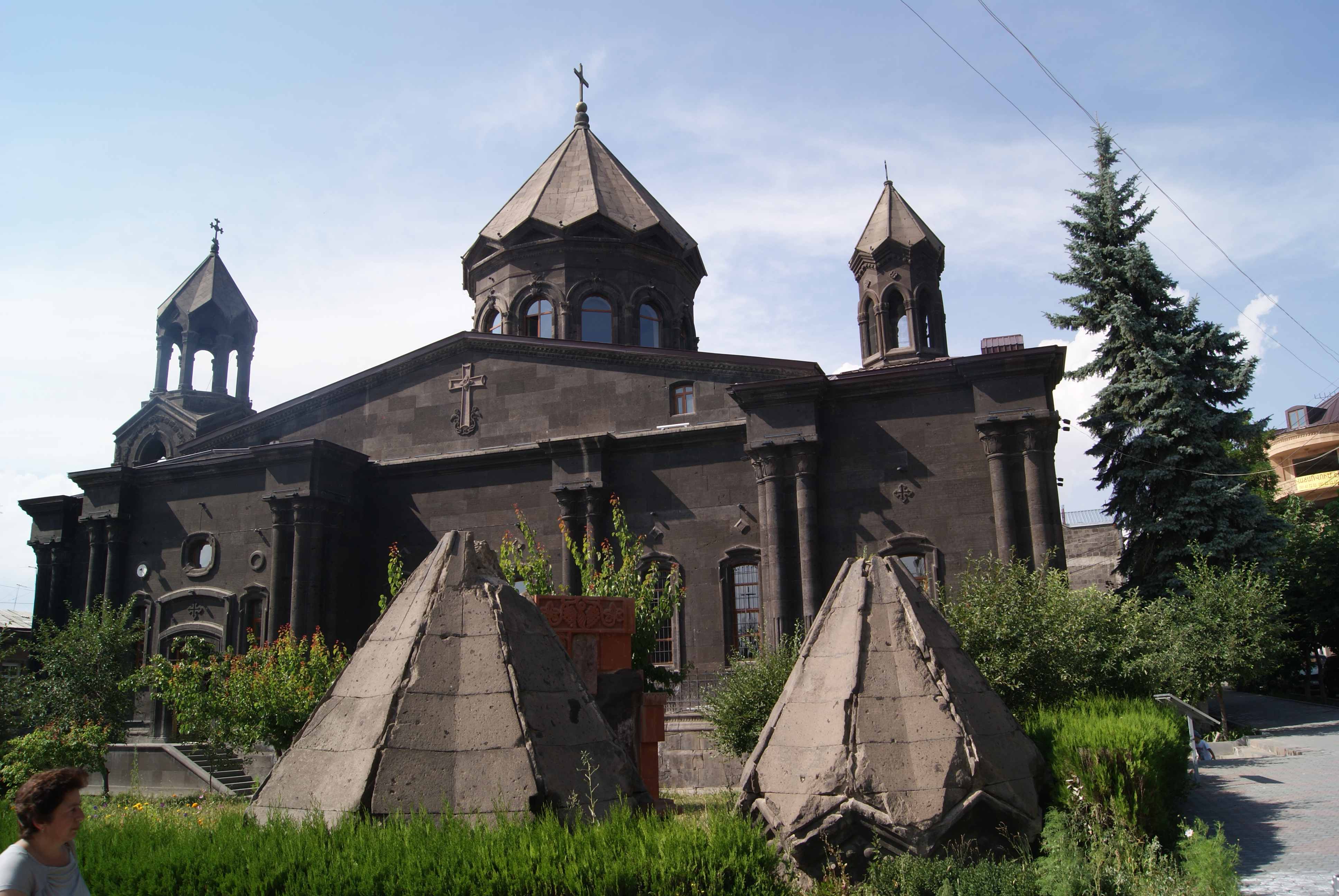
Церковь Святой Богородицы
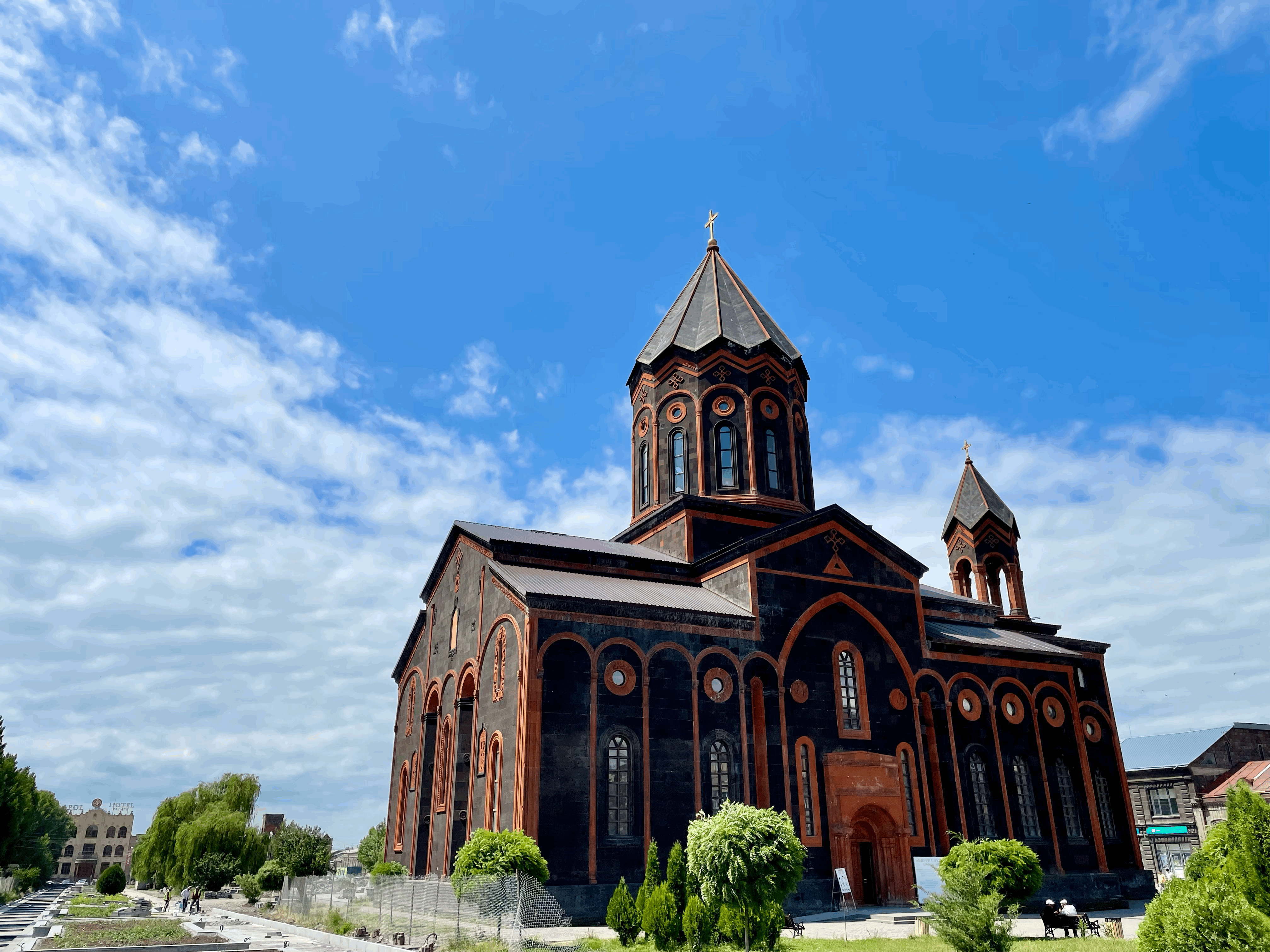
Церковь Святого Спасителя (Сурб Аменапркич) (сов. состояние, после реконструкции)
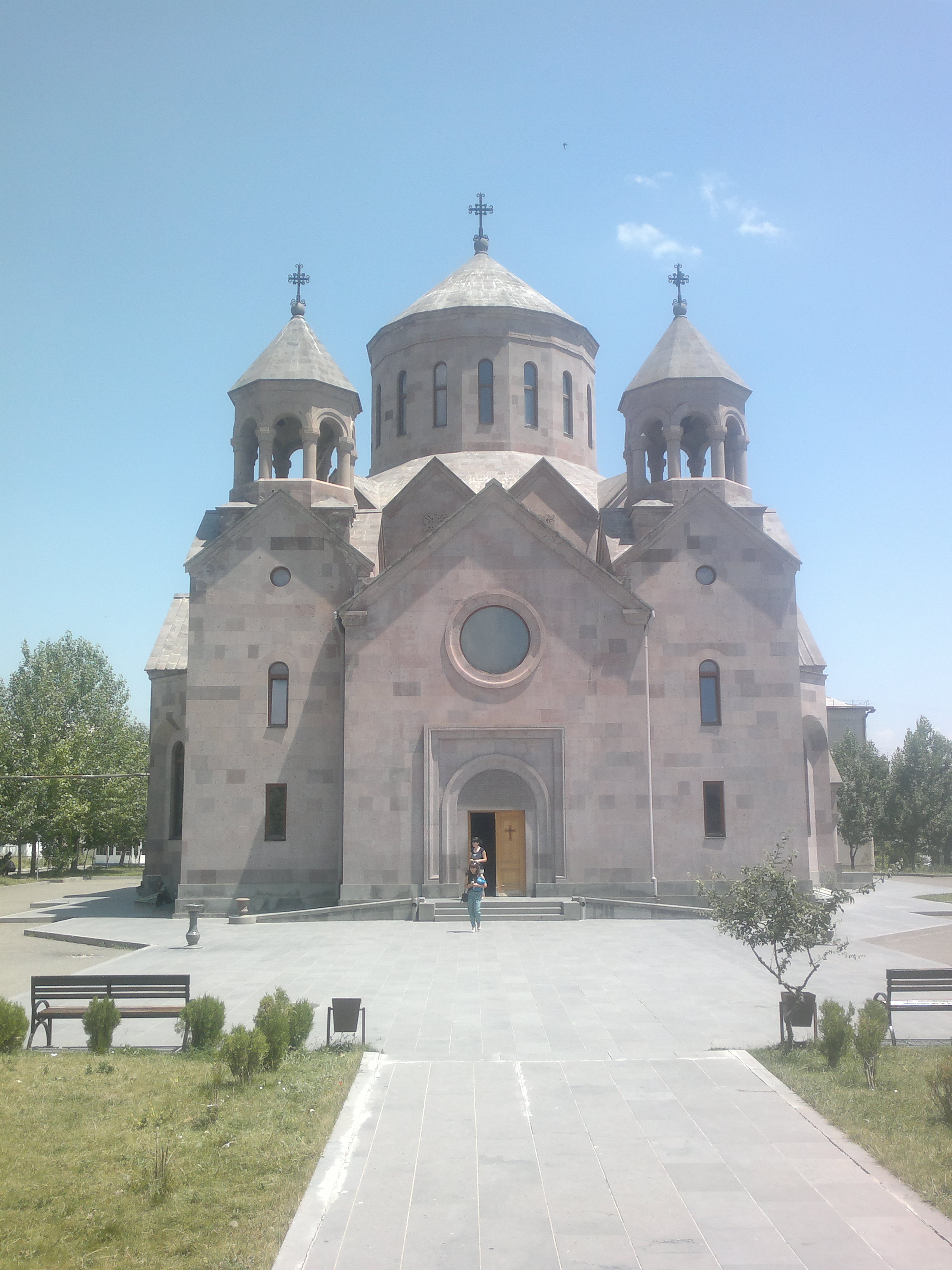
Церковь Св. Иакова.
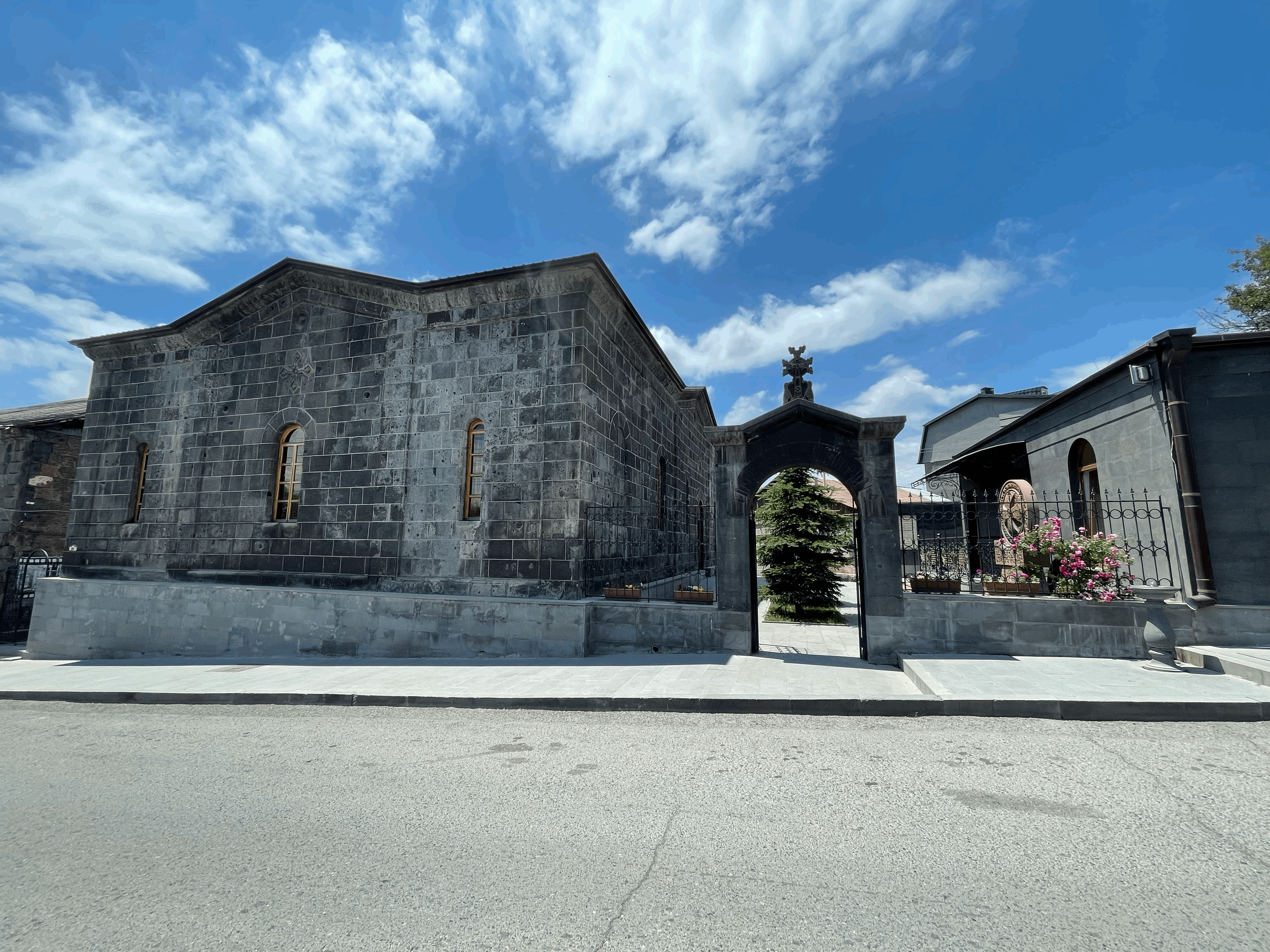
Церковь Св. Григория Просветителя, 1870 г.
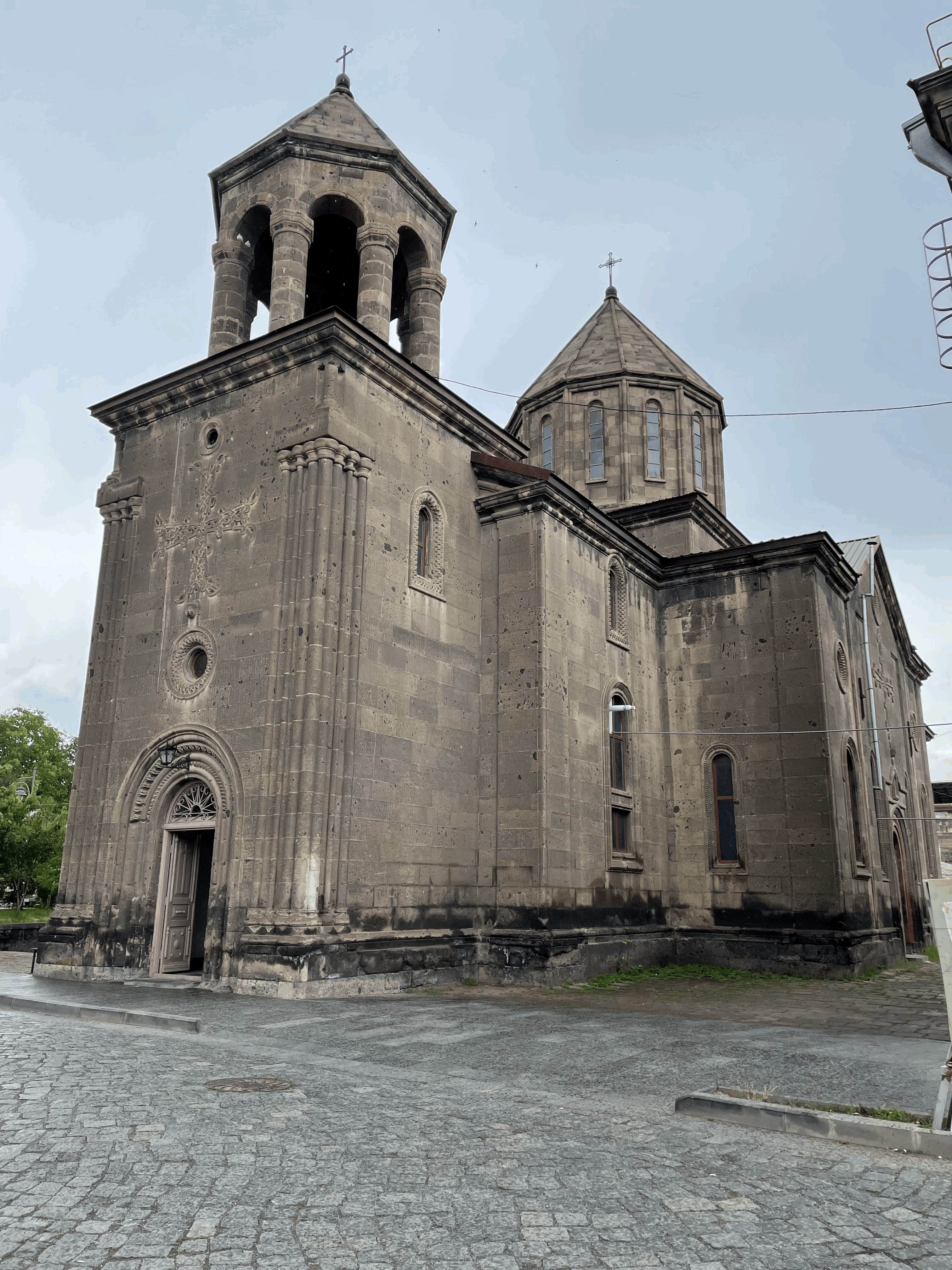
Церковь Сурб Ншан, 1856 г.
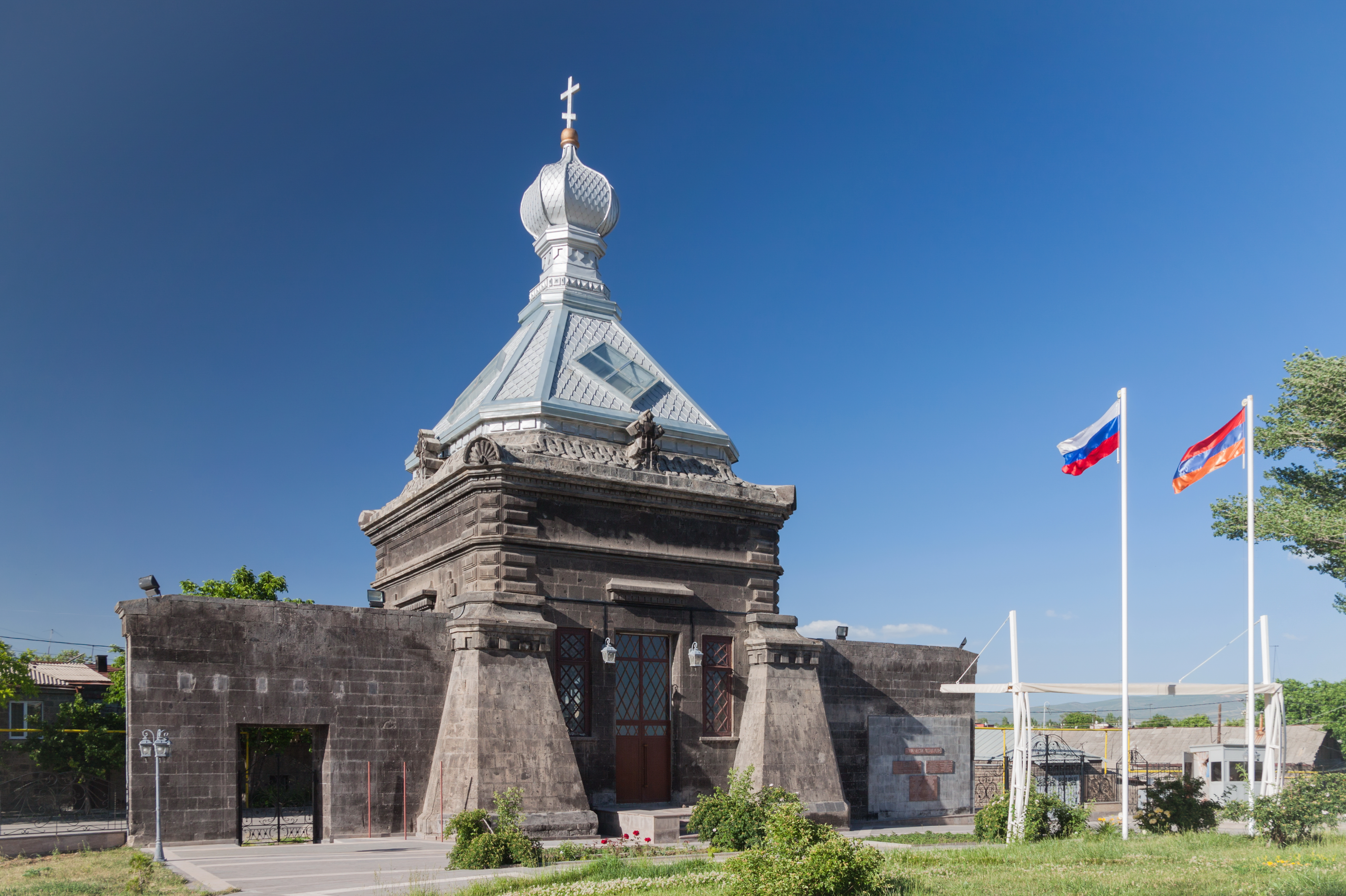
Часовня Святого Архистратига Михаила, 1856 г., «Холм чести»

## Климат
Климат Гюмри, как и большей части Армении, горный резко континентальный, характеризующийся жарким засушливым летом и холодной снежной зимой. Из крупных армянских городов Гюмри является самым холодным, что обусловлено его высоким положением над уровнем моря. Зима умеренно-снежная, с крепкими морозами, длится с декабря по март включительно, со среднесуточной температурой около −10 °C (как в Средней полосе России). В отдельные годы температура опускалась до −40 °C и ниже. Весна наступает к концу марта и продолжается до начала июня (июнь в Армении, как правило, значительно прохладнее остальных летних месяцев и соответствует по средней температуре сентябрю); на этот период приходится самое большое количество осадков. Лето длительное и тёплое — с начала июня по конец сентября, изредка достигающее температур выше 35 °C. Осень затяжная, продолжительная, до начала ноября сохраняется относительно тёплая и безморозная погода.
- Самый тёплый месяц — август (ср. температура — ок. +20 °C).
- Самый холодный месяц — январь (ср. температура — ок. −10 °C).
- Влажность поднимается в среднем до 81-82 % зимой и опускается до 42 % летом.

| Показатель                                                      | Янв.  | Фев.  | Март  | Апр. | Май  | Июнь | Июль | Авг. | Сен. | Окт.  | Нояб. | Дек.  | Год  |
| --------------------------------------------------------------- | ----- | ----- | ----- | ---- | ---- | ---- | ---- | ---- | ---- | ----- | ----- | ----- | ---- |
| Абсолютный максимум, °C                                         | 9,2   | 13,9  | 20,6  | 26,2 | 29,1 | 33,1 | 38,0 | 36,2 | 34,0 | 27,9  | 20,6  | 14,0  | 38,0 |
| Средний суточный максимум, °C                                   | −3,7  | −1,7  | 4,1   | 13,1 | 18,3 | 22,4 | 26,3 | 26,8 | 23,1 | 16,1  | 8,0   | 0,0   | 12,8 |
| Средняя температура, °C                                         | −9,5  | −7,5  | −1,5  | 6,5  | 11,7 | 15,6 | 19,5 | 19,5 | 15,0 | 8,5   | 1,8   | −5,3  | 6,2  |
| Средний суточный минимум, °C                                    | −14,8 | −12,9 | −6,8  | 0,4  | 5,3  | 8,6  | 12,7 | 12,6 | 7,6  | 1,5   | −3,5  | −9,9  | 0,0  |
| Абсолютный минимум, °C                                          | −41   | −35   | −30,1 | −16  | −7,6 | −3,6 | 1,4  | −1,1 | −4,1 | −14,6 | −23,8 | −31,2 | −41  |
| Норма осадков, мм                                               | 23    | 26    | 28    | 54   | 84   | 73   | 43   | 35   | 26   | 38    | 28    | 22    | 486  |
| Источник: Climatebase Гидрометеорологические данные по г. Гюмри |       |       |       |      |      |      |      |      |      |       |       |       |      |

## Население

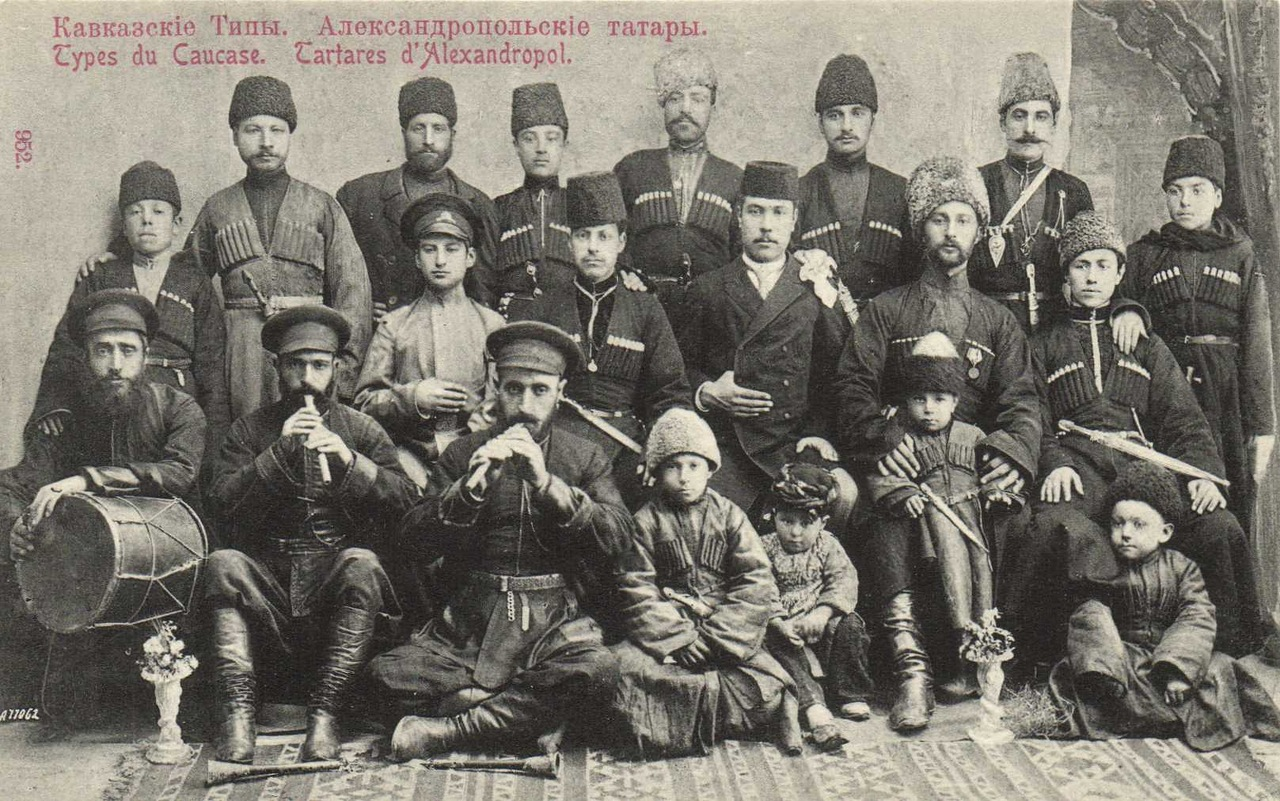
«Александропольские татары». Открытка Российской империи

Население города Александрополя (Гюмри) постепенно начало расти с обретением статуса города в 1840 году.
Как отмечает «Гeогpaфичeско-стaтистичecкий cлoваpь Рoссийcкой Импepии» за 1865 год, в городе 2048 домах проживало 12 492 человека. На тот момент в Александрополе имелась 2 армянских апостольских церкви, 1 армяно-католическая и 1 русско-православная церкви
Согласно одиннадцатому выпуску «Сборника материалов для описания местностей и племен Кавказа» (1891 год) в городе проживало 21 753 чел.: армян — 20 240 чел., азербайджанцев (указывались как «татары») — 775 чел., греков — 528 чел., русских — 210 чел.
Согласно «Кавказскому календарю», в 1915 году в городе проживало 51 316 чел., в основном армян.
По материалам сельско-хозяйственной переписи населения 1922 года по Армении, в городе число армян составляло 43 658 человек, русских — 677, азербайджанцев (в источнике «тюрко-татар») — 47, греков — 31, езидов — 22 и др. Всего — 44656 человек.
Огромный спад населения был связан с катастрофическим землетрясением 1988 года.
Местное наречие является диалектом западноармянского языка.
Таблица численности населения Гюмри с начала XIX века:
| 1829     | 1830     | 1850     | 1873     | 1897     | 1914     | 1923    | 1939    | 1959     |
| -------- | -------- | -------- | -------- | -------- | -------- | ------- | ------- | -------- |
| 600      | ↗4000    | ↗15 000  | ↗20 000  | ↗30 600  | ↗51 300  | ↗58 600 | ↗67 700 | ↗108 400 |
| 1970     | 1979     | 1988     | 1989     | 2001     | 2011     |         |         |          |
| ↗164 966 | ↗207 000 | ↗238 000 | ↘122 587 | ↗150 917 | ↘121 976 |         |         |          |

## Мэры
- Асратян, Григор Оганесович (1961—1962);
- Матнишян, Сурен Хачатурович ;
- Киракосян, Эмиль Микаелович (1976—1989);
- Амбарцумян, Карлен Даниелович (1989—1992);
- Адамян, Левон Бабкенович (1992—1994);
- Варданян, Микаел Оганесович (1994—1999);
- Гукасян, Вардан Николаевич (1999—2012);
- Баласанян, Самвел Мисакович (2012—2025);
- Гукасян, Вардан Николаевич (с 2025);

## Транспорт
В 1962—2005 годах в городе работала троллейбусная система. Подвижной состав в разное время состоял из: ЗиУ-5, ЗиУ-682 и Skoda 14Tr.
В городе расположен железнодорожный узел, локомотивное и вагонное депо, аэропорт «Ширак», трасса Ереван—Гюмри—Ахалкалаки—Батуми и Гюмри—Ванадзор.

## Спорт

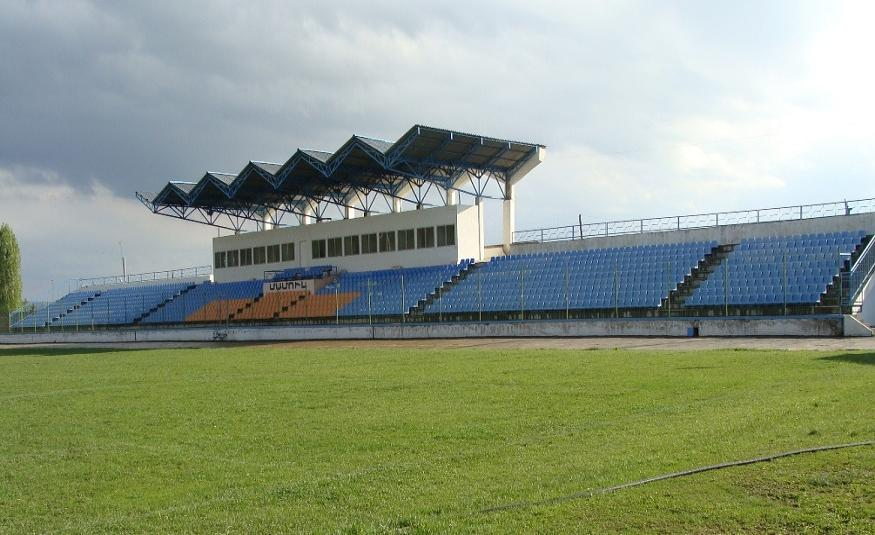
Городской стадион — домашняя арена футбольного клуба «Ширак»

Гюмри традиционно вносит большой вклад в спортивную жизнь Армении. Многие армянские рекордсмены, чемпионы Европы, мира и Олимпийских игр являются выходцами из Гюмри. Среди них Юрий Варданян, Исраэл Милитосян (тяжёлая атлетика), Левон Джулфалакян, Мнацакан Искандарян (греко-римская борьба), Артур Алексанян (греко-римская борьба), Роберт Эммиян (лёгкая атлетика) и др.
В городе был основан и по сей день базируется футбольный клуб «Ширак». Клуб является многократным чемпионом Армении. Игроки клуба выступали за сборную Армении по футболу. Лучшим бомбардиром сборной и «Ширака» является гюмриец — Артур Петросян.
Расположенный в городе Городской стадион является домашней ареной «Ширака». Это единственный стадион в городе, на котором возможно проводить матчи уровня чемпионата Армении. Стадион построен в 1924 году, открыт в 1925 году. Городской стадион принимал матчи с участием «Ширака» в советские времена.

## Средства массовой информации

### Телевидение
В городе вещают следующие телеканалы:
| - Армения 1 - Второй Армянский Телеканал - Armenia TV - Еркир Медиа - Kentron | - Шант - Цайг (Гюмри) - Ширак ТВ (Гюмри) — региональный общественный телеканал - Гала (Гюмри) | - Россия РТР - НТВ |

### Радио
В настоящее время в городе работают радиостанции:
| - Общественное радио Армении - Нор радио - Radio France Internationale - Радио ВАН | - Радио Ардзаганк - Радио Ай - Маяк | - Русское Радио - Jazz radio - Лори (Ванадзор) - Radio Shirak |

Радио Шант также вещает в Гюмри.

### Газеты
«Ингшабти» — региональный независимый еженедельник.

## Знаменитые уроженцы
Предположительно, недалеко от Гюмри родился всемирно известный математик и астроном Анания (Ананий) Ширакаци (615 г.). C XIX века Гюмри назывался городом поэтов и ашугов, «ремесел и искусств». В Гюмри родились поэты Аветик Исаакян и Ованес Шираз, композиторы Никогайос и Армен Тигранян, народный артист СССР Фрунзик Мкртчян, народные артисты Армянской ССР Шара Тальян и Генрик Алавердян, режиссёры Эдмонд Кеосаян и Артавазд Пелешян, мистик Георгий Гурджиев, скульптор Сергей Меркуров, академики АН Армении Арташес Шагинян, Хачатур Коштоян, Сергей Амбарцумян, Рубен Зарян, русская и немецкая актриса театра и кино Ольга Чехова, актриса Светлана Светличная, олимпийские чемпионы Юрий Варданян, Левон Джулфалакян, Исраел Милитосян, Мнацакан Искандарян и Артур Алексанян.
Гюмри — известный музыкально-театральный центр, впервые армянская опера («Ануш» А. Тиграняна) была поставлена в Городском театре Гюмри. С 1924 г. здесь существовала балетная группа из восьми человек, которая 17 июня 1924 г. представила «Вальпургиеву ночь» Гуно в постановке Д. Дмитриева-Шиканяна — первое балетное представление в Армении.
Гюмри — родина прославившихся шутников, остроумных героев анекдотов (Полоз Мукуч, Цитро Алек, Хелар Симон, Серож, Варданик и др.).
Жители Гюмри известны своим острым чувством юмора (Гюмри, в некотором смысле, можно назвать столицей армянского юмора), традиционализмом, трудолюбием и честолюбием.

## Фильмы
1. «Гюмри» — 1987. Документальный фильм о Гюмри. Режиссёр: Левон Мкртчян, Арменфильм.
2. «Ованес Шираз» — 1983. Документальный фильм об Оганесе Ширазе. Режиссёр: Левон Мкртчян.
3. «Землетрясение» — 2016. российско-армянский художественный фильм-катастрофа о землетрясении в Армении 7 декабря 1988 года. Режиссёр: Сарик Гарникович Андреасян.

## Фотогалерея

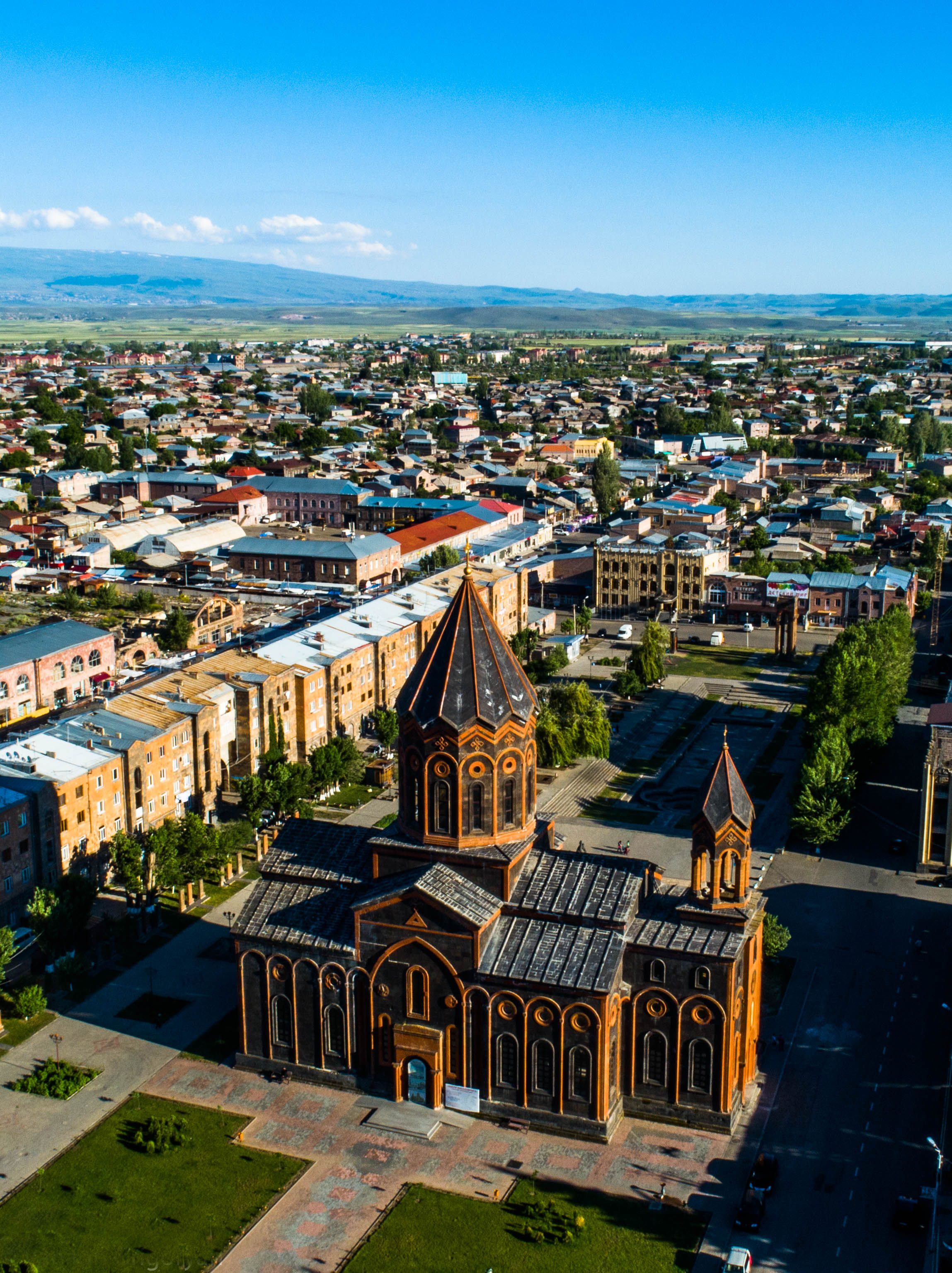
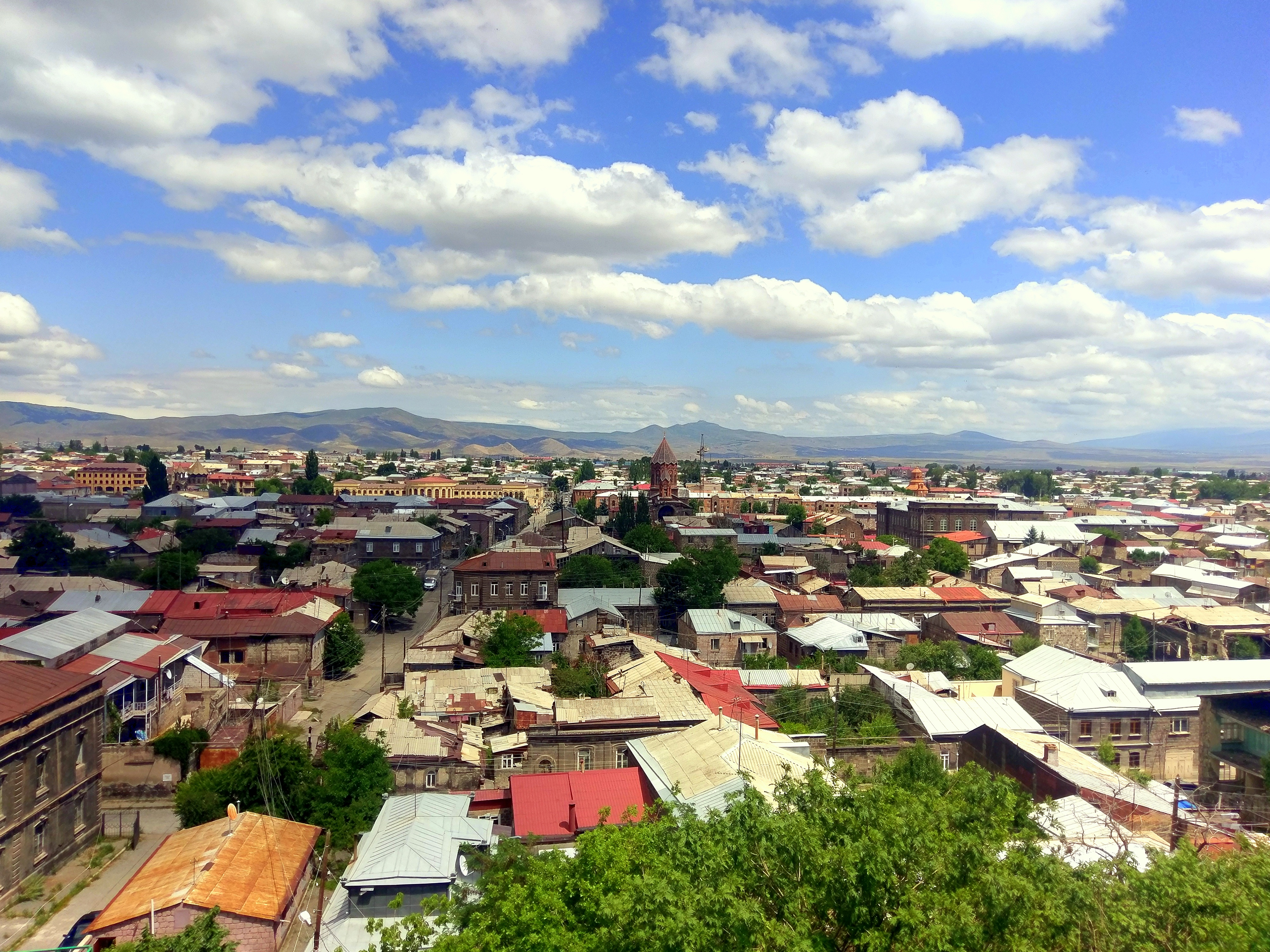
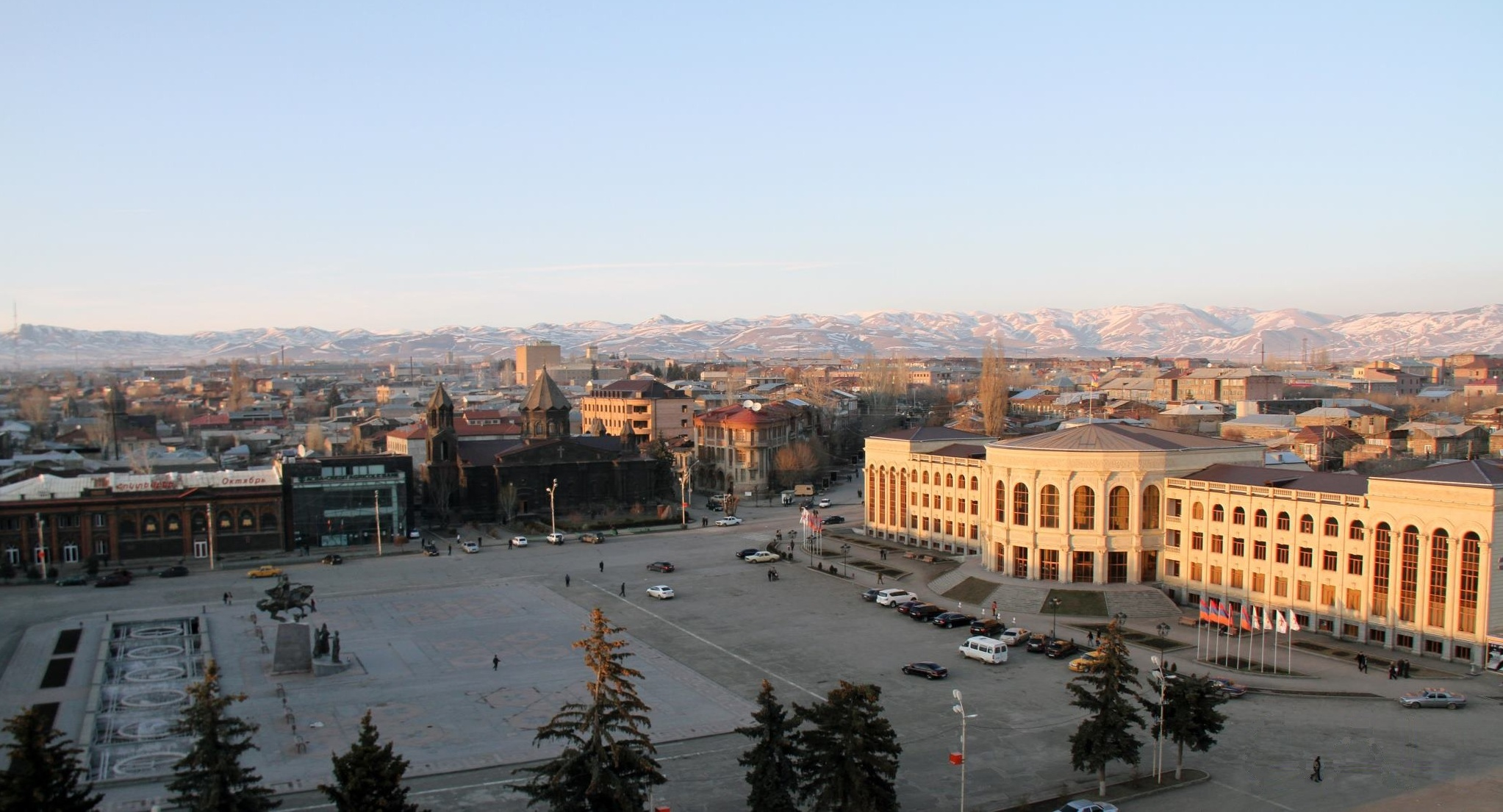
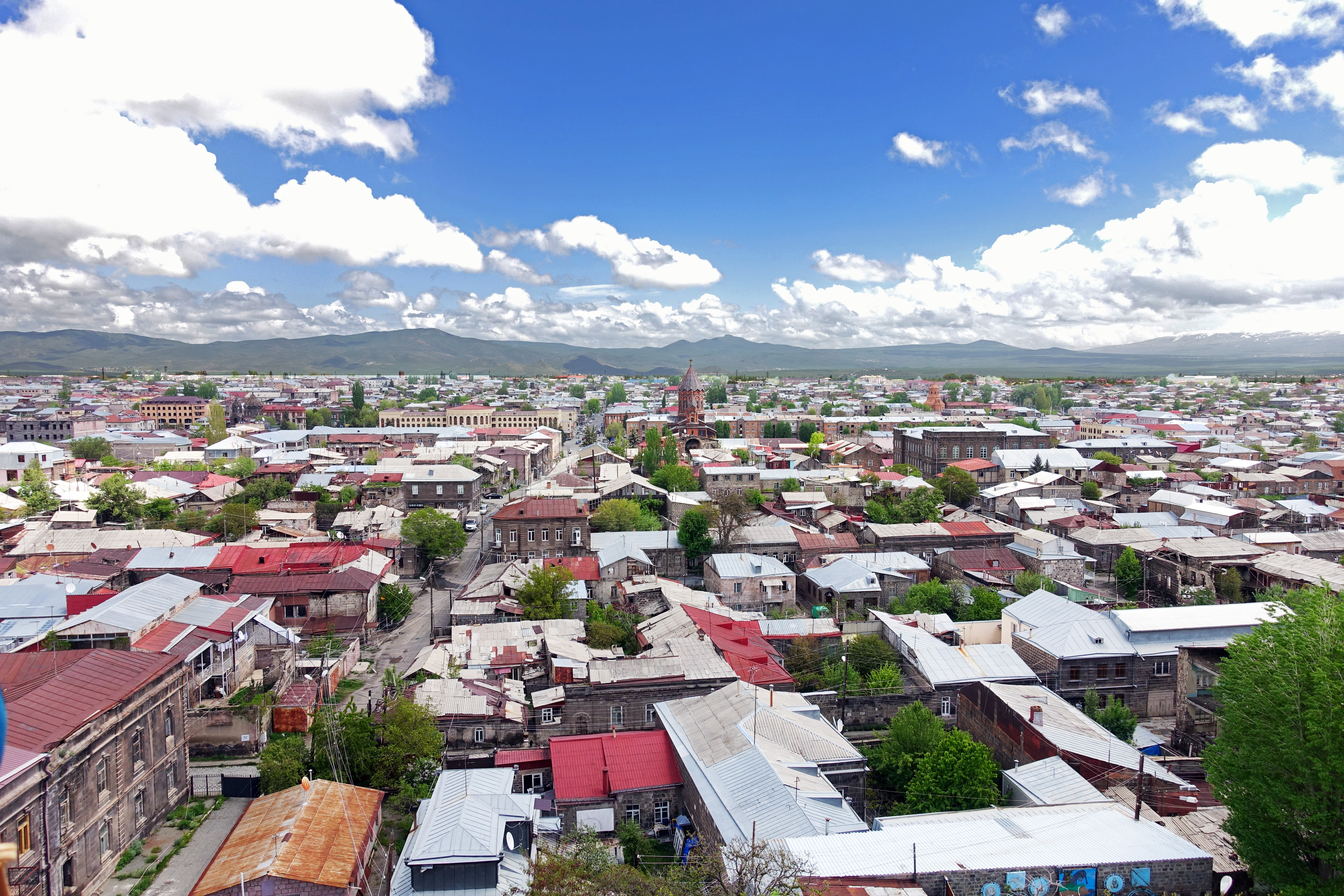
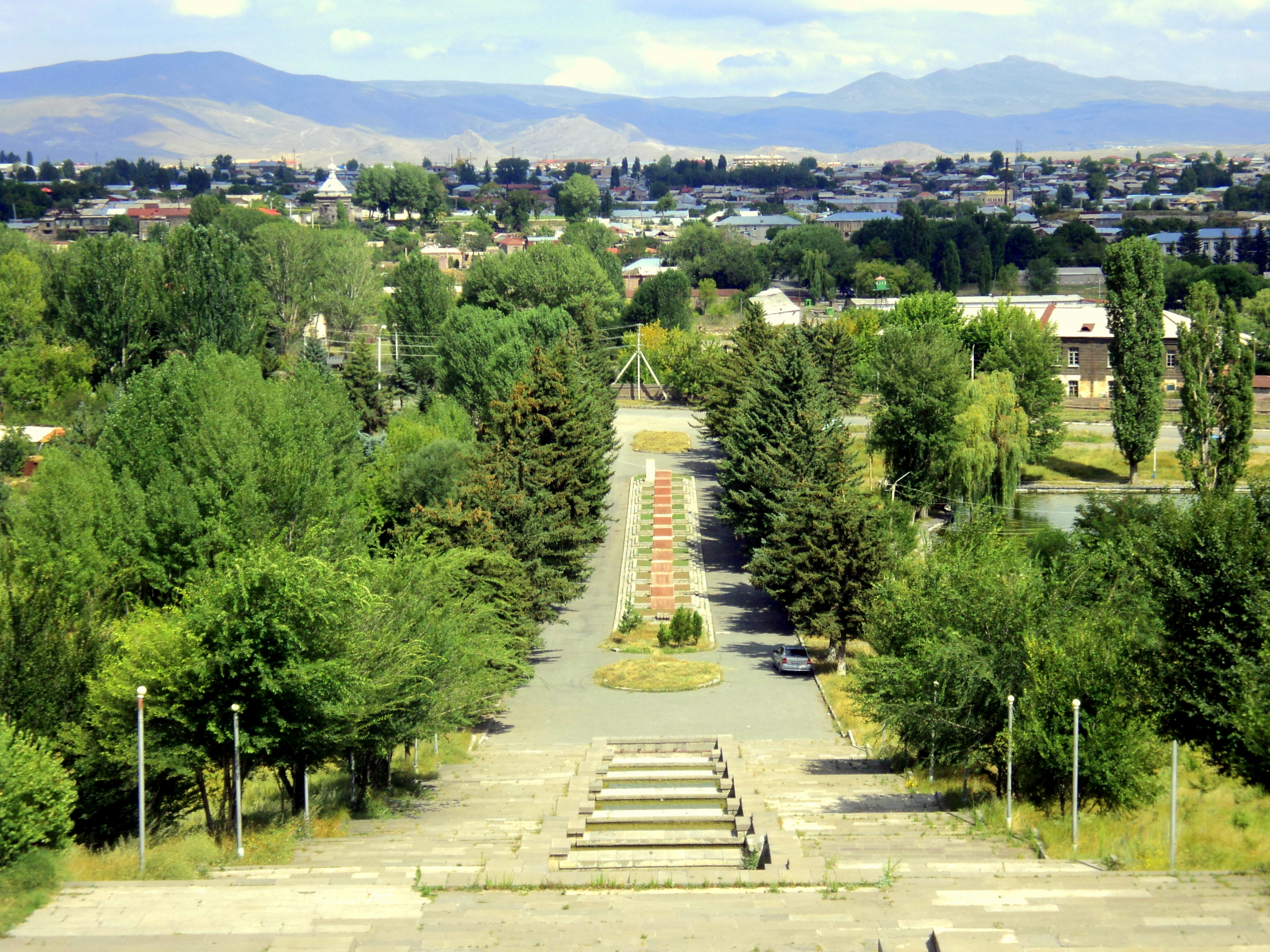
Вид от памятника Мать Армения
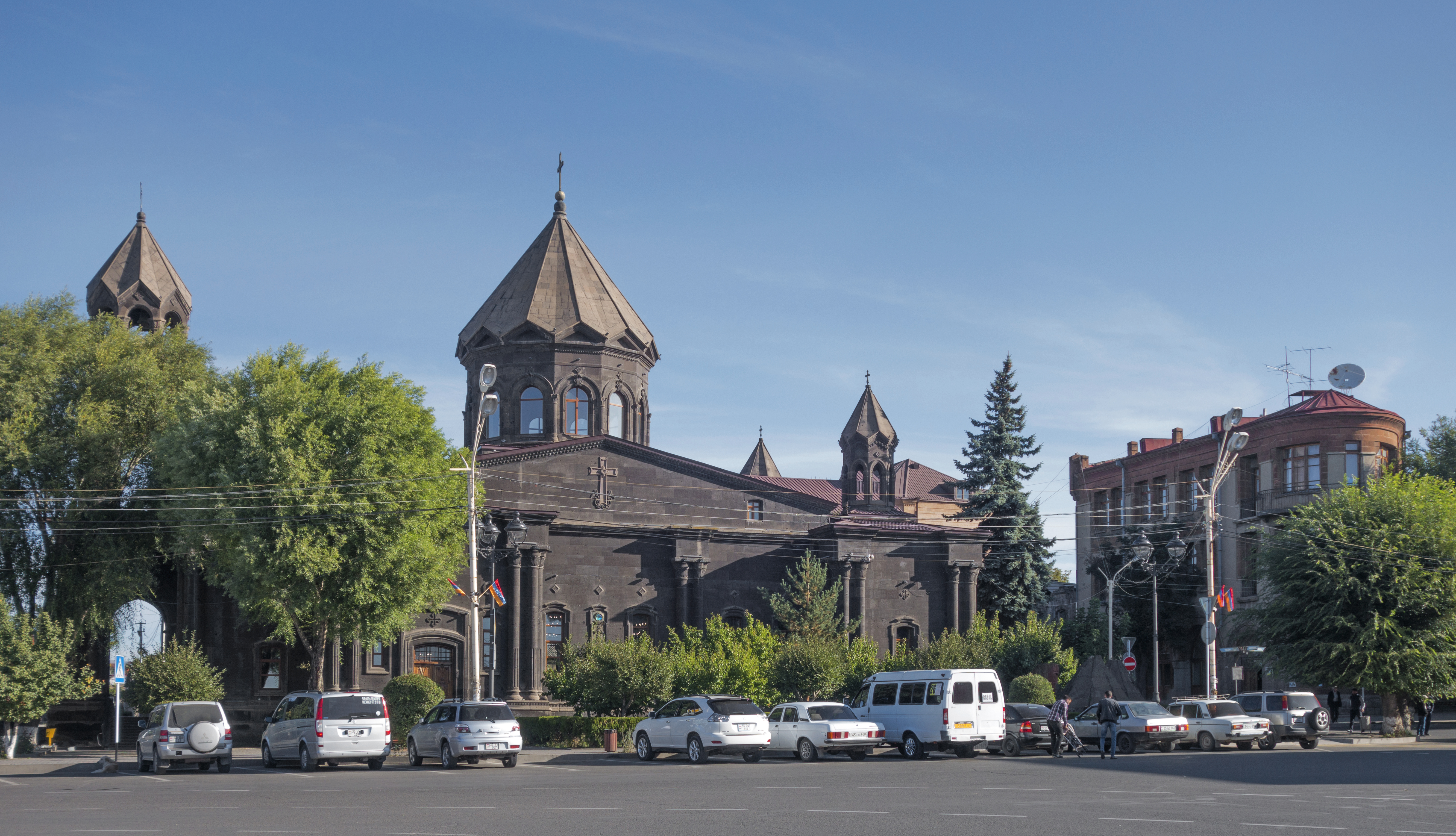
Центральная площадь с видом на Собор Св. Богородицы
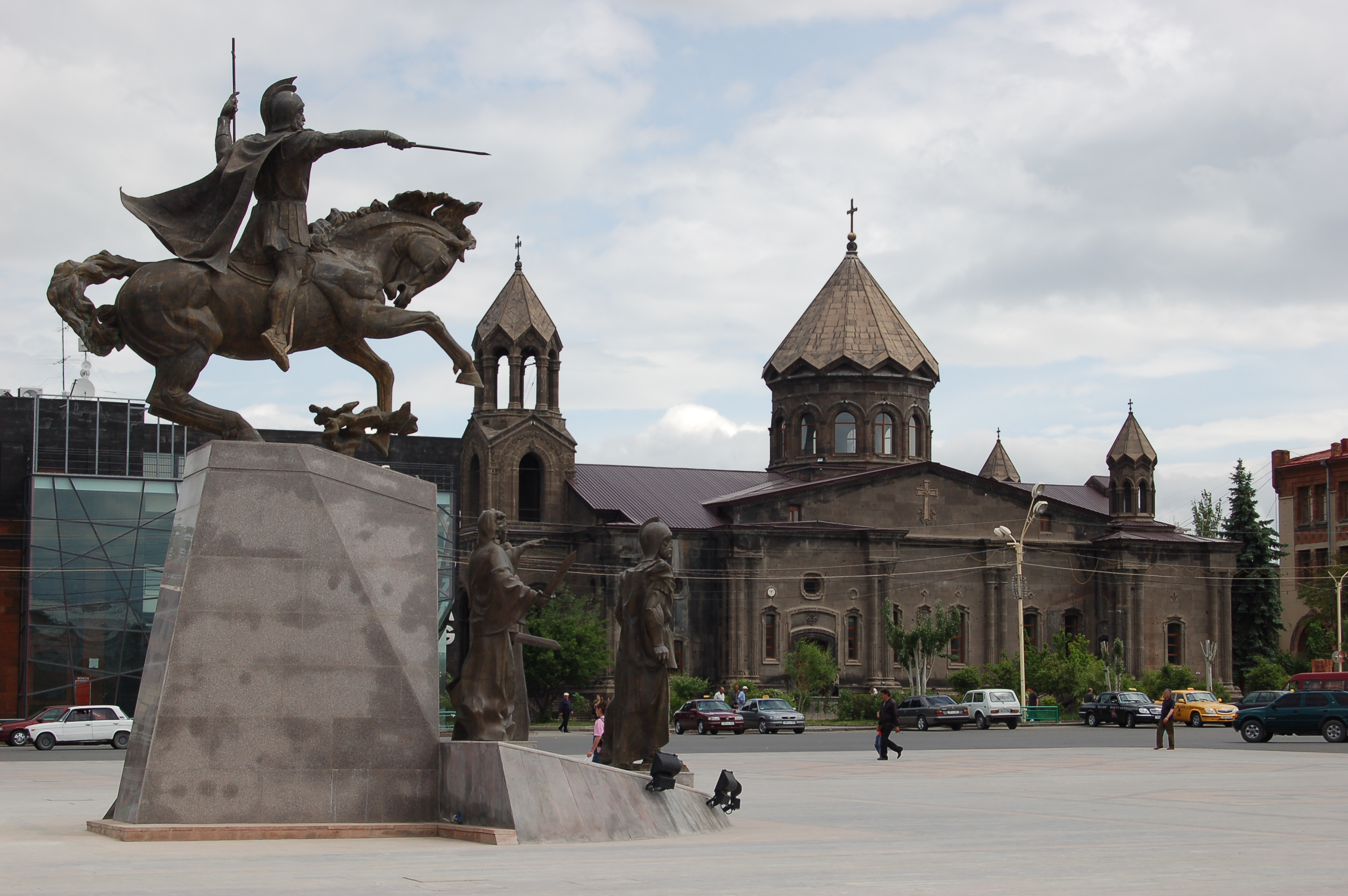
Площадь Вардананц
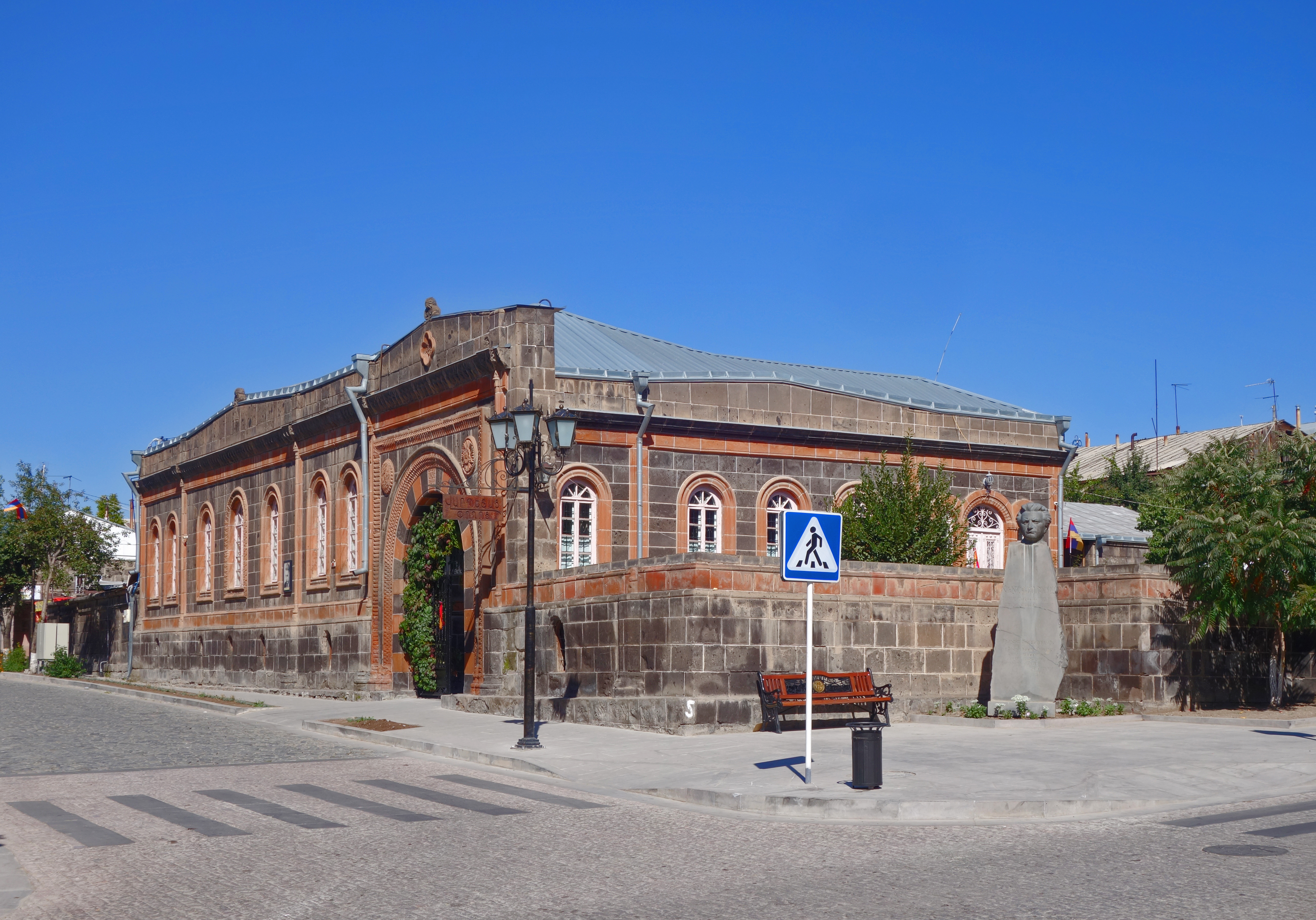
Дом-музей Ованеса Шираза
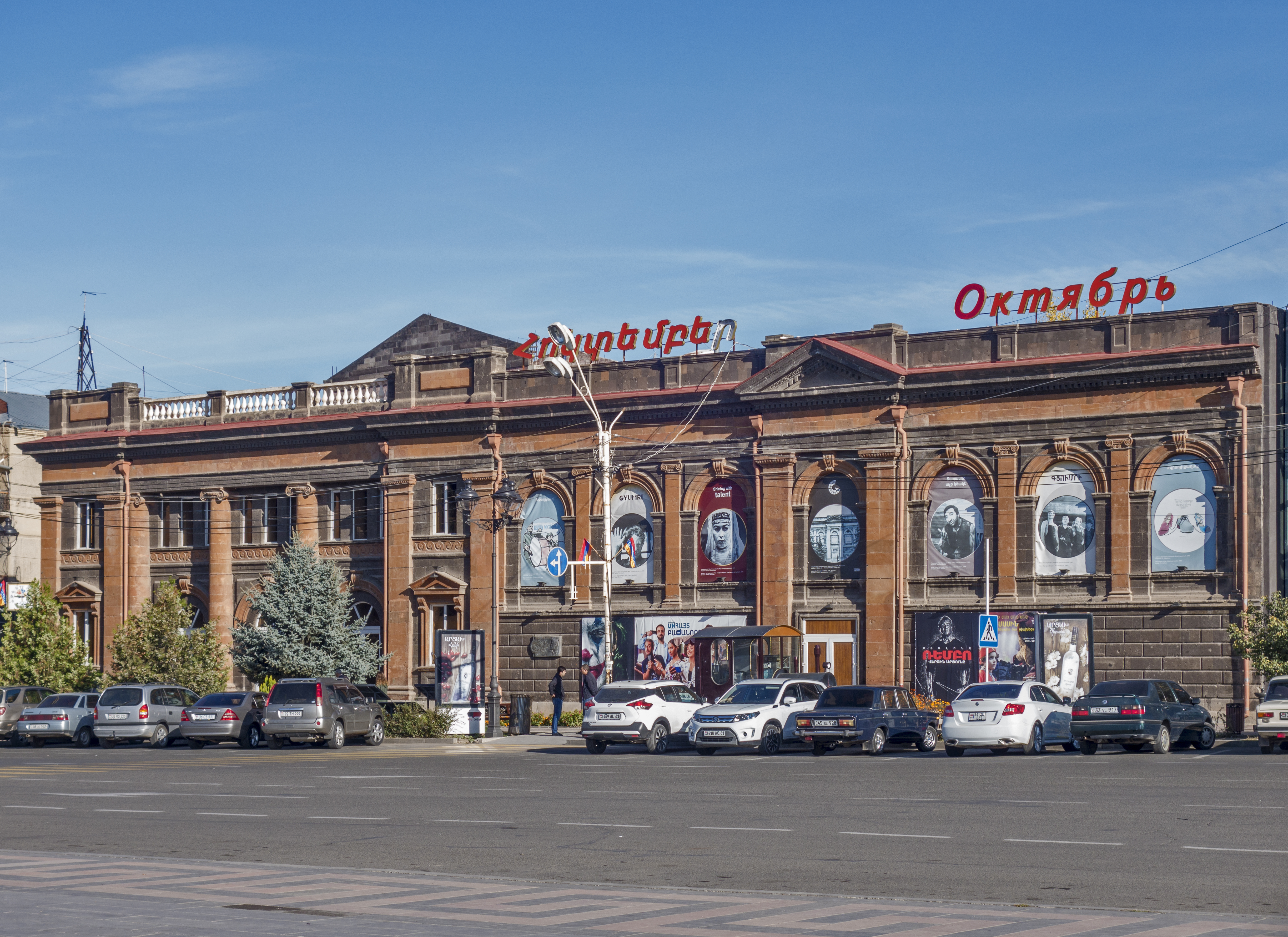
Кинотеатр "Октябрь"
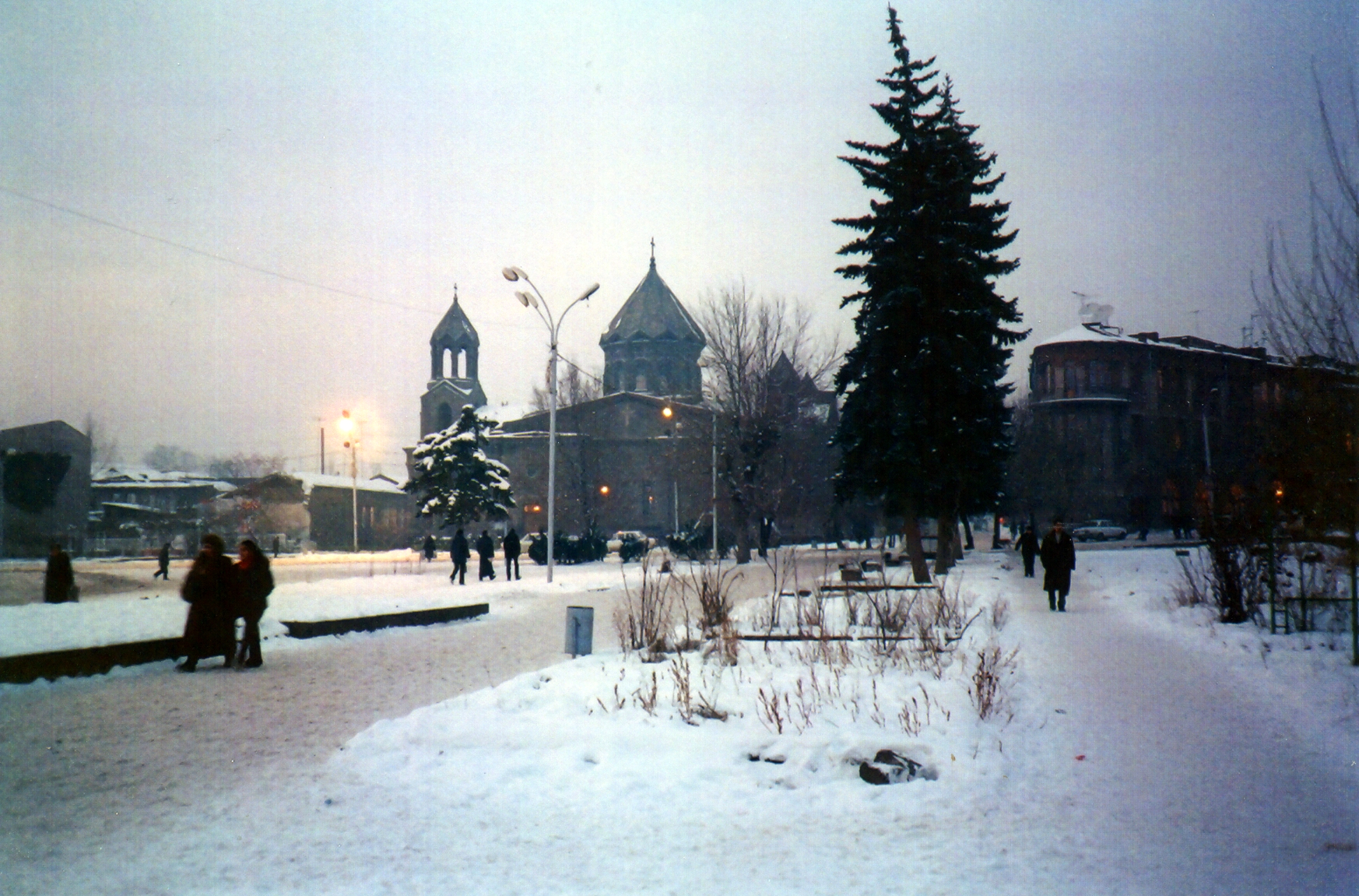
Зима в Гюмри
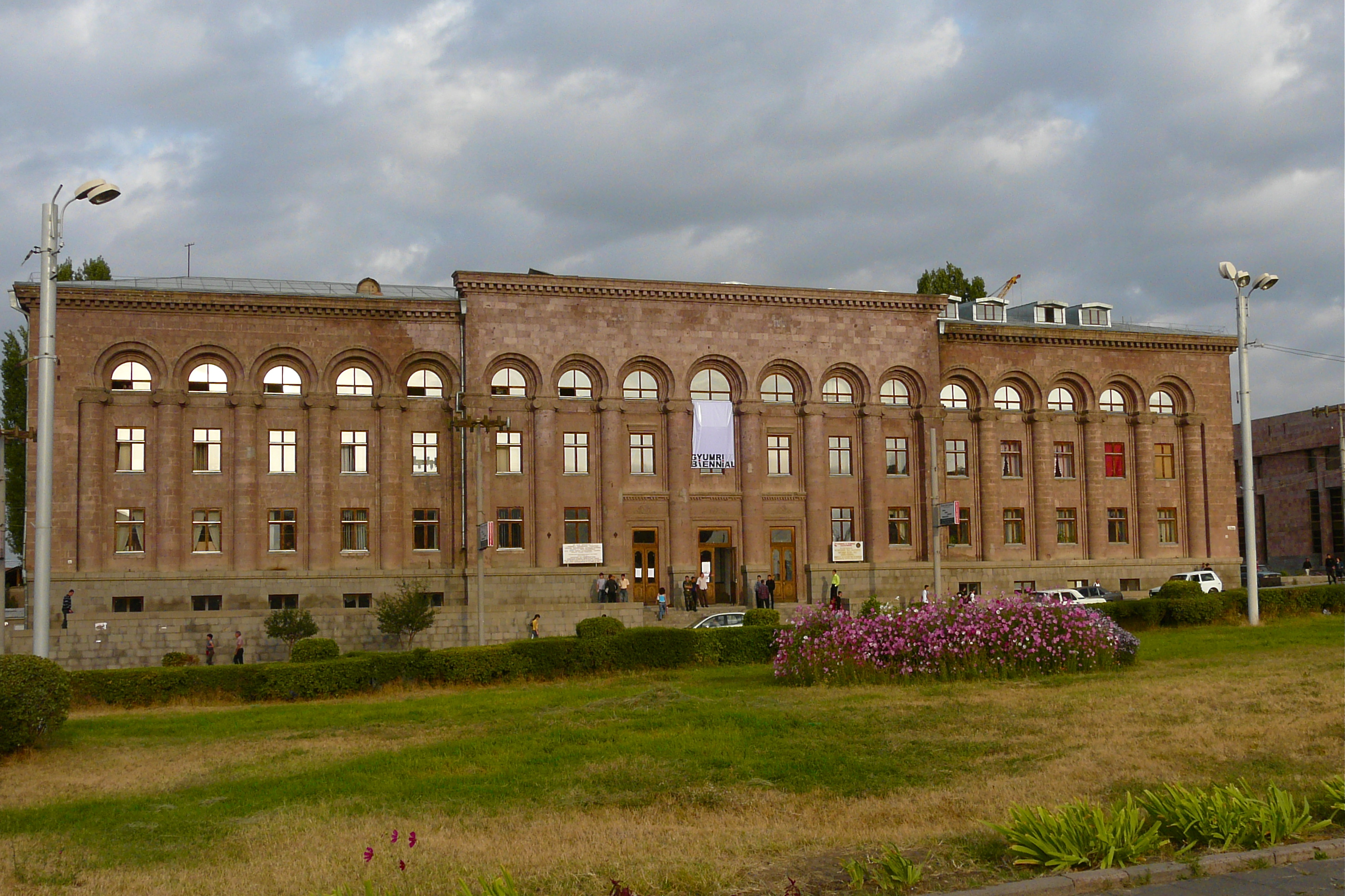
Здание «Армения»
Малая крепость
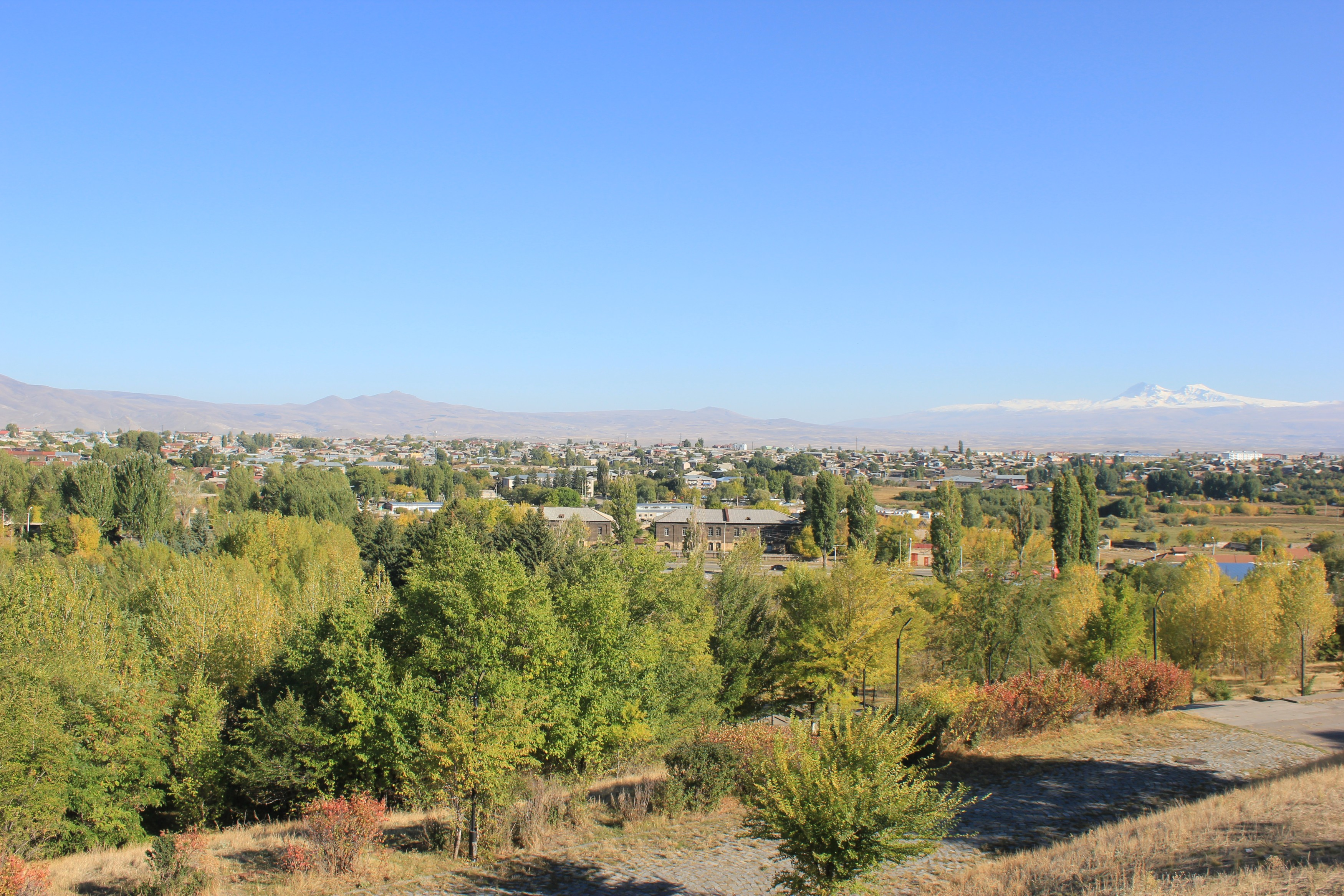
Вид на город
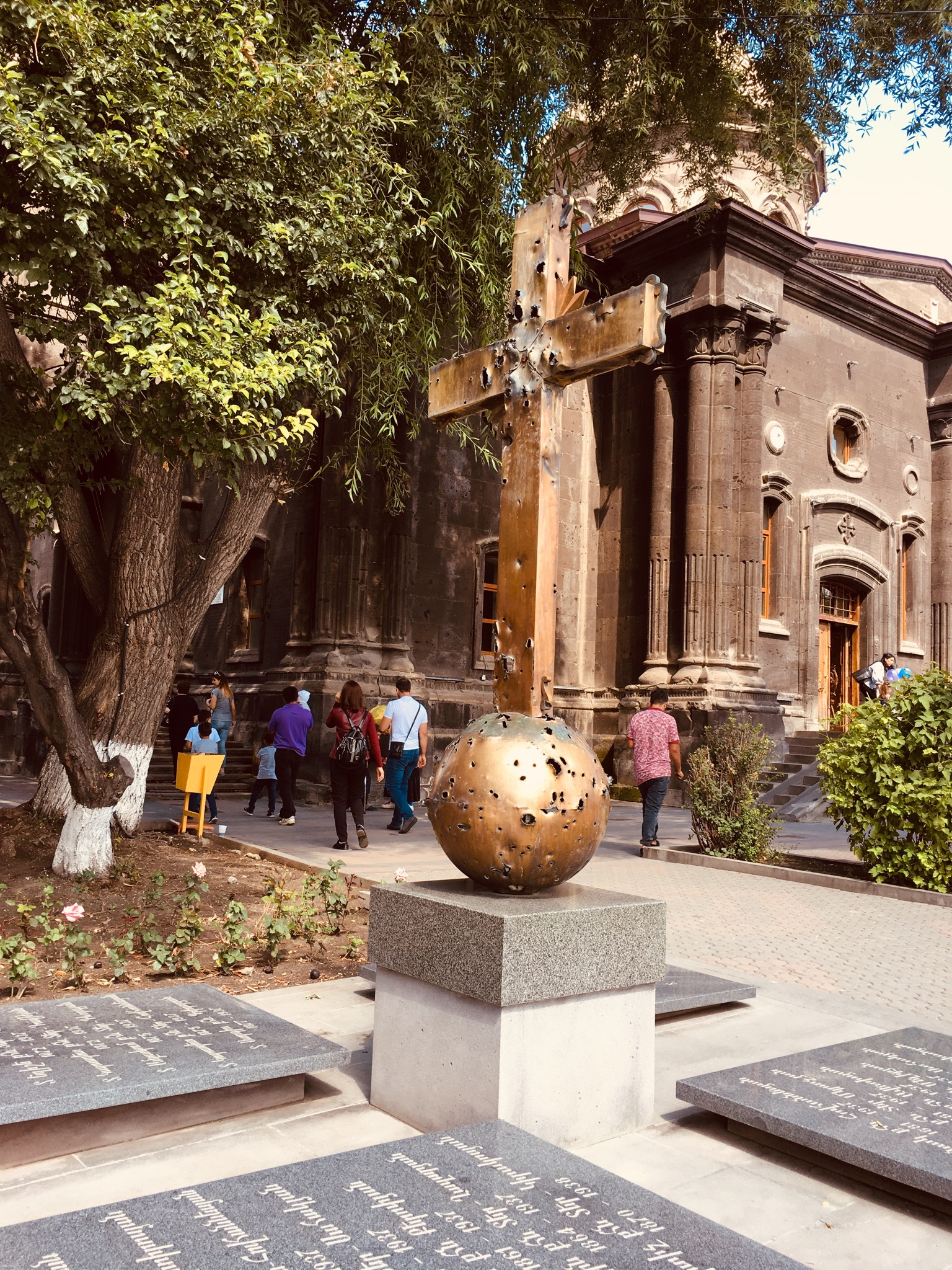
Около церкви Св. Богородицы
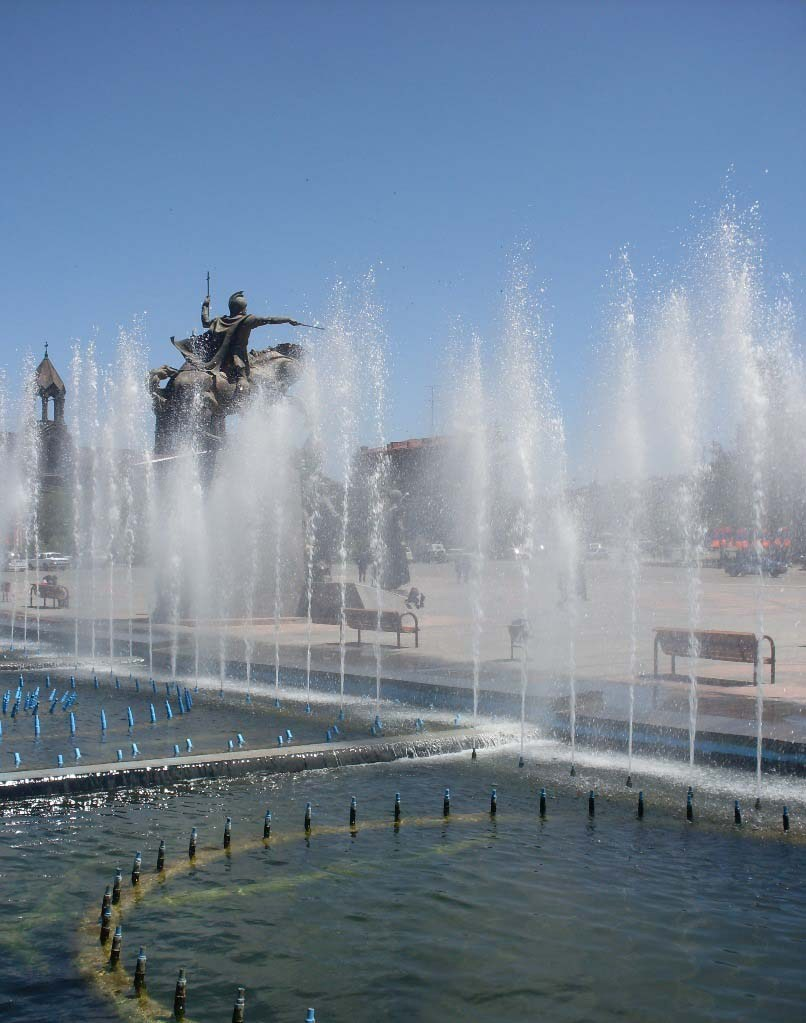
Фонтаны
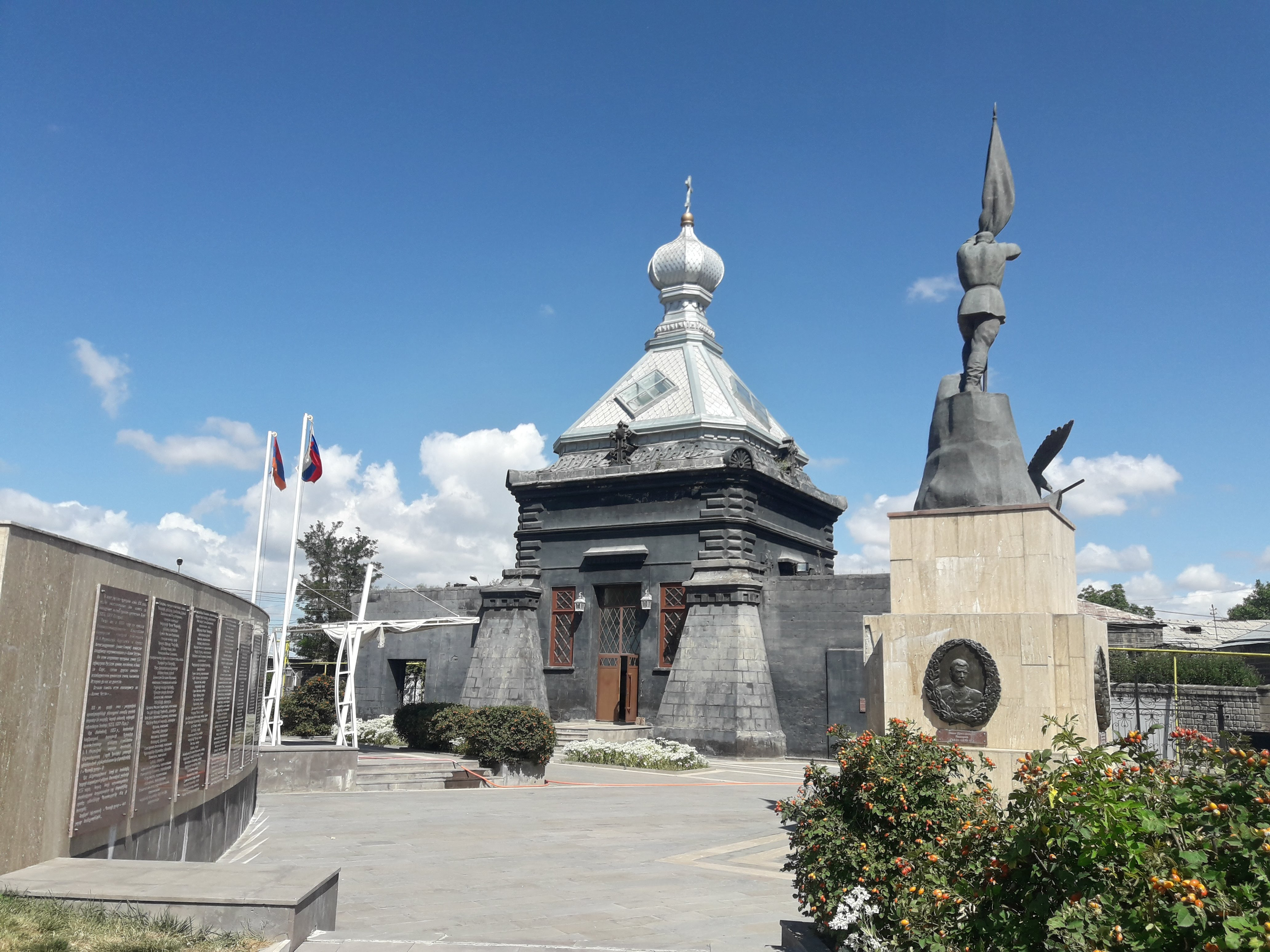
«Холм чести»
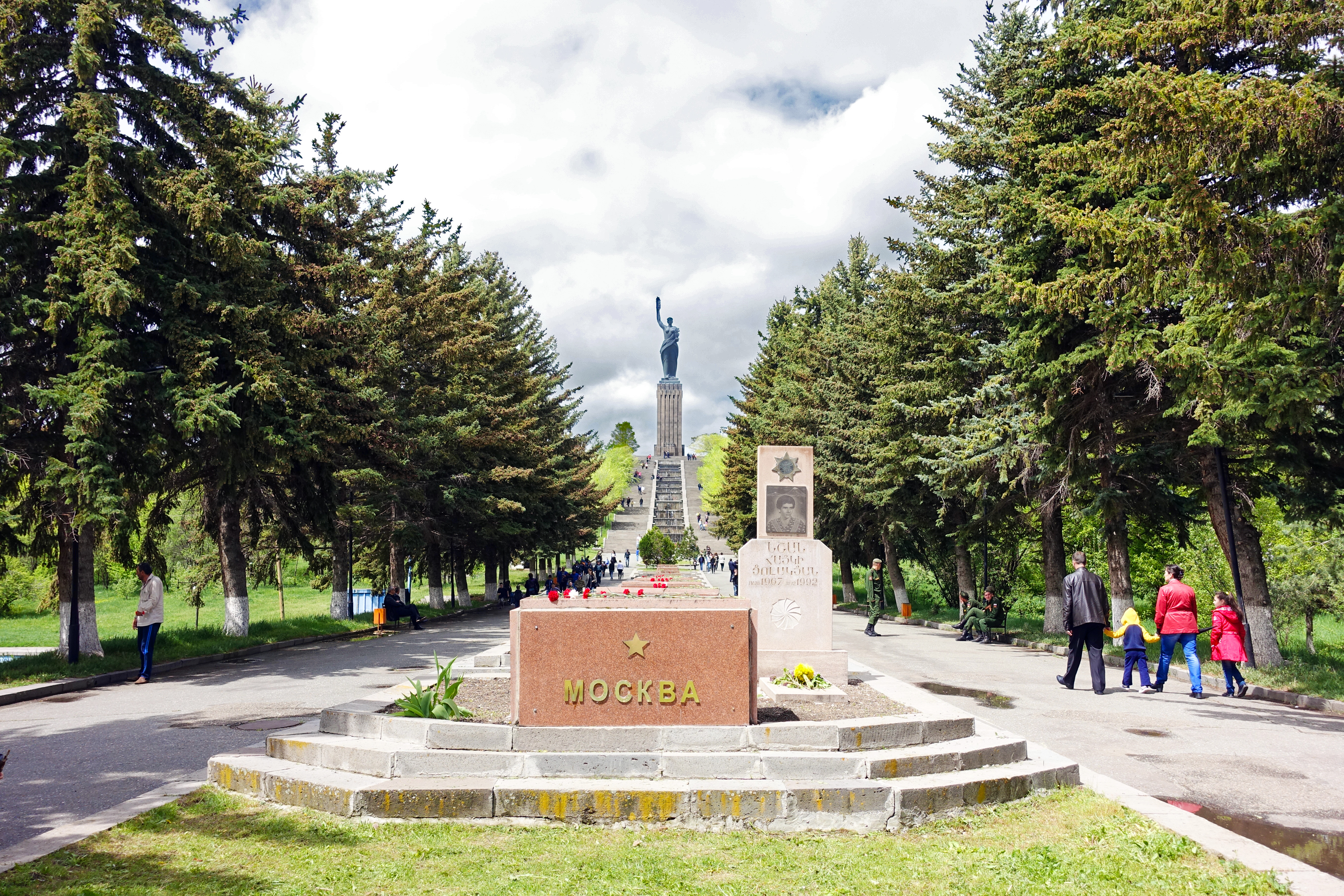
Парк Победы

## Список почётных граждан города
- Донара Арутюнян (2002) — 1-й секретарь Ленинаканского ГК КП Армении;
- Шарль Азнавур — знаменитый певец, композитор и актёр;
- Гензел Акопян — художник;
- Виктор Амбарцумян (1964) — выдающийся советский учёный;
- Александр Арутюнян (2005) — армянский композитор и пианист;
- Мариам Асламазян — советский художник;
- Иван Баграмян — советский военачальник, дважды герой Советского Союза;
- Геворг Гарибджанян — историк;
- Роберт Кочарян — президент Армении;
- Эдвард Мирзоян (2005) — армянский советский композитор, общественный деятель и педагог;
- Тигран Петросян (1966) — чемпион мира по шахматам;
- Мстислав Ростропович — советский и российский виолончелист, дирижёр;
- Николай Рыжков — советский государственный и партийный деятель;
- Мартирос Сарьян (1964) — армянский и советский живописец-пейзажист, график и театральный художник;
- Валентина Терешкова (1965) — советский космонавт;
- Арам Хачатурян — советский композитор, дирижёр, педагог, музыкально-общественный деятель;
- Лорис Чкнаворян — иранский и армянский композитор и дирижёр;
- Агаси Шабоян — танцор;
- Арам Саркисян — заслуженный тренер СССР.
- Шабоян Оганнес Норайрович - потомственный сыродел.

## Города-побратимы
- Александрия, США
- Салоники, Греция
- Чадыр-Лунга, Молдавия
- Нардо, Италия
- Кретей, Франция
- Моздок, Россия
- Домодедово[26], Россия
- Озаску, Бразилия
- Пловдив, Болгария
- Питешти, Румыния
- Кутаиси, Грузия
- Эшфилд, Великобритания
- Кордова, Аргентина
- Лаваль (Квебек), Канада
- Белосток, Польша
- Сиань, Китай[27]
- Тверь, Россия[28]